# Линейные крейсера типа «Инвинсибл»
Линейные крейсера типа «Инвинсибл» — тип линейных крейсеров Королевского военно-морского флота Великобритании времён Первой мировой войны. Первые в мире линейные крейсера. Построено три корабля: «Инвинсибл» (Invincible, рус. Непобедимый), «Инфлексибл» (Inflexible, рус. Несгибаемый), «Индомитебл» (Indomitable, рус. Неукротимый).
Строились по программе 1905—1906 года. Вошли в строй в 1908—1909 годах. Первоначально классифицировались как броненосные крейсера. Стали первыми в мире броненосными крейсерами с паротурбинной силовой установкой и единым главным калибром. В основу концепции их применения была положена идея Первого морского лорда Джона Фишера — «скорость — лучшая броня». По этому замыслу крейсера типа «Инвинсибл» должны были выиграть бой с любым более быстроходным противником и быть способными уйти от более сильного. При сохранении бронирования на уровне других броненосных крейсеров корабли этого типа имели более сильное вооружение и бо́льшую скорость хода. Преимущества новых крейсеров вызвали изменение в классификации — в 1911 году корабли типа «Инвинсибл» были переклассифицированы в линейные крейсера.
Но к началу Первой мировой войны, в связи с постройкой Великобританией и Германией новых, более совершенных линейных крейсеров, первоначальная концепция Фишера себя не оправдала. Немецкие линейные крейсера имели скорость не меньше, чем у крейсеров типа «Инвинсибл», при сравнимом или более сильном вооружении и лучшем бронировании. Опыт войны показал, что крейсера типа «Инвинсибл» оказались эффективны только в случае использования против более старых броненосных крейсеров. Так, в 1914 году в сражении у Фолклендских островов «Инвинсибл» и «Инфлексибл» практически без потерь потопили германские броненосные крейсера «Шарнхорст» и «Гнейзенау». Результаты же боёв с современными германскими линейными крейсерами были не столь впечатляющими. Летом 1914 года «Инфлексибл» и «Индомитебл» не смогли догнать «Гёбен». А «Индомитебл» в сражении у Доггер-банки смог догнать только повреждённый броненосный крейсер «Блюхер», оказавшись не в состоянии участвовать в бою с немецкими линейными крейсерами «Зейдлиц», «Мольтке» и «Дерфлингер».
«Инвинсибл» затонул 31 мая 1916 года в Ютландском сражении после попаданий нескольких снарядов с «Дерфлингера» в район бортовой башни, которые вызвали взрыв боезапаса и гибель корабля почти со всем экипажем. Оставшиеся в строю «Инфлексибл» и «Индомитебл» до конца войны были отстранены от активного участия в боевых действиях. После окончания войны их вывели в резерв и в 1920—1921 годах продали на слом.

## История создания

### Формирование концепции
Благополучие Британской империи традиционно зависело от безопасности морской торговли. В начале XX века в Британию ввозилось морем почти 2/3 основных продуктов питания и почти всё сырьё для промышленности. Поэтому крейсерам в Королевском военно-морском флоте уделялось особое внимание.
В течение 1890-х годов в британском флоте был заложен ряд бронепалубных и броненосных крейсеров 1-го класса, основным предназначением которых была борьба на коммуникациях с крейсерами вероятного противника. Считалось, что эти крейсера по скорости и дальности хода, вооружению и защите должны превосходить своих визави. В качестве противника рассматривались флоты России, Франции, затем Германии. Спущенные Британией на воду в 1890 году бронепалубные крейсера «Блейк» и «Бленхейм» имели водоизмещение 9000 т, скорость хода 22 узла, вооружение из двух 234-мм и 10 152-мм орудий и были защищены 76—152-мм карапасной бронепалубой. В ответ Россия ввела в строй в 1895 году броненосный крейсер «Рюрик» водоизмещением 10 933 т, скоростью хода 18 узлов, вооружением из четырёх 203-мм и 16 152-мм орудий, защищённый 254-мм бронепоясом. В противовес Британия заложила бронепалубные крейсера «Пауэрфул» и «Террибл» водоизмещением 14 345 т, вооружённые двумя 234-мм и 12 152-мм орудиями, развивавшие 22 узла. Эти крейсера по своим размерам приблизились к современным им броненосцам типа «Маджестик» (17 узлов, четыре 305-мм и 12 152-мм орудий).

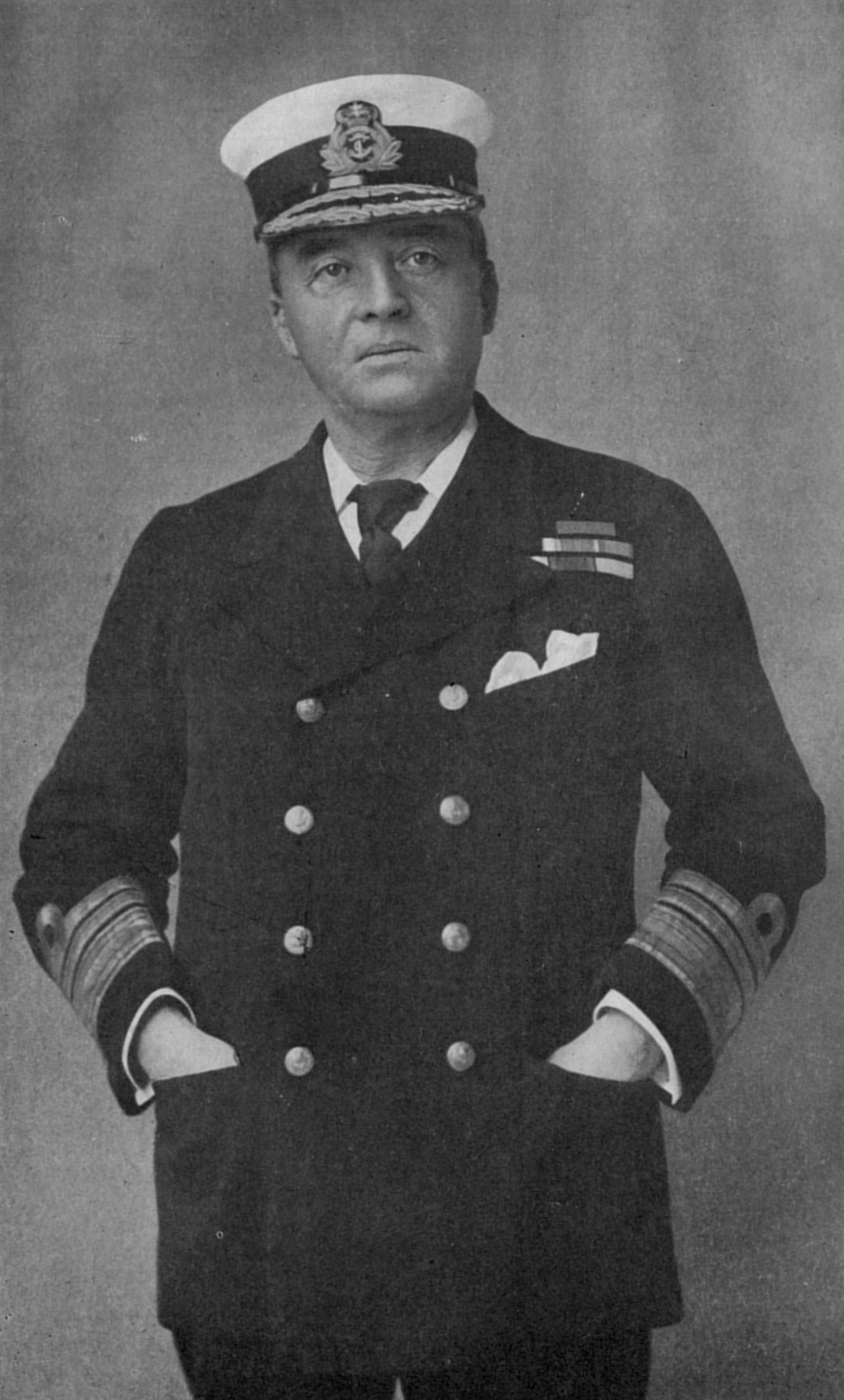
Джон Арбетнот Фишер, фото начала XX века

В начале XX века в королевском флоте каждому типу броненосца соответствовал тип большого крейсера, имеющего сходные характерные черты. Так, броненосный крейсер «Дюк оф Эдинбург» был крейсерским аналогом броненосца «Кинг Эдуард VII» (1903 г.; 15 885 т; четыре 305-мм, четыре 234-мм, десять 152-мм, 18,5 узла). А броненосные крейсера типа «Минотавр» были крейсерским вариантом броненосцев типа «Лорд Нельсон» (1906; 16 750 т, четыре 305-мм, десять 234-мм; 18,5 узла). Поэтому в 1902 году, когда лорд Фишер начал продумывать свой революционный проект линейного корабля «Untakeable» (рус. Неприступный), получивший позднее имя «Дредноут», естественным образом встал вопрос о постройке соответствующего ему броненосного крейсера — «Unapproachable» (рус. Недосягаемый).
Созданию проекта «Untakeable» предшествовал ряд событий. В начале 1900-х годов благодаря техническому прогрессу отмечался быстрый прогресс военно-морской техники. Развитие торпедного вооружения привело к тому, что дальность эффективной стрельбы торпедами возросла до 1800—2700 м. Чтобы успеть предупредить атаки неприятельских миноносцев, дальность ведения линейного боя должна была возрасти до 4500 м. В артиллерийском деле также намечались кардинальные изменения. Учебные стрельбы, проводившиеся на Средиземном море в 1904 году, показали, что ведение боя на дистанции 4500—5500 м в сражениях ближайшего будущего весьма возможно; при этом стоит ожидать её рост до 7300 м и более. На больших дистанциях несогласованная стрельба из разнокалиберных орудий приводила к сложности определения всплесков от падения собственных снарядов и, соответственно, трудностям при корректировке стрельбы. Поэтому в основу концепции «Untakeable» закладывался принцип вооружения корабля единым главным калибром и залпового ведения огня.
История создания большого крейсера нового типа тесно связана с именем Джона Фишера. Идея вынашивалась Фишером несколько лет и претерпела значительные изменения. В 1899—1902 годах Фишер командовал Средиземноморским флотом, держа флаг на броненосце второго класса «Ринаун», который считал очень удачным кораблём. «Ринаун» был чуть быстрее броненосца первого класса за счёт более лёгкого бронирования и вооружения. Больши́е размеры в плохую погоду давали ему преимущества перед крейсерами того времени. Фишер считал, что по сравнению с броненосными крейсерами противника идеальный крейсер должен превосходить их в скорости и вооружении. По его мнению, вооружение идеального бронированного крейсера должно было быть аналогично броненосцу, но крейсер должен обладать большой скоростью хода за счёт более лёгкого бронирования. С большой скоростью бронированный крейсер сможет получить тактические преимущества перед броненосцем и будет способен выбирать наиболее выгодную дистанцию боя.
Как и некоторые теоретики того времени, Фишер полагал, что идеальный броненосный крейсер постепенно вытеснит броненосцы или, точнее, два класса сольются в один. Это мнение не смогли поколебать даже исследования, проведённые в январе 1902 года по заказу Адмиралтейства курсами высших военно-морских офицеров (англ. Senior Officers War Course) при Гринвичском военно-морском колледже (англ. Greenwich Naval College). Рассматривался бой между двумя линейными кораблями. Линкор «А» классической схемы имел водоизмещение 17 600 т, скорость 18 узлов, броневой пояс в 254—203 мм и вооружение из четырёх 305-мм, восьми 203-мм и двенадцати 178-мм орудий. Линкор «Б» имел меньшие размеры, большую на 4 узла скорость и более лёгкое бронирование и вооружение — 16 000 т, 22 узла, броневой пояс 152 мм и вооружение из четырёх 254-мм и шестнадцати 152-мм орудий. Исследования показали, что большая скорость не давала никаких тактических преимуществ, так как, несмотря на возможность выбора дистанции боя, на всех дальностях линкор «А» имел преимущества и был более предпочтительным для линейного боя. Только в случае использования трёх единиц «Б» против двух «А» и ведения огня на дальней дистанции линкор «Б» имел преимущества за счёт большего количества выпускаемых снарядов.
Поначалу Фишер не планировал вооружить броненосный крейсер орудиями одного калибра. Проекты британских броненосных крейсеров начала XX века «Кресси» и «Дрейк» критиковались им за недостаточную, по его мнению, скорость в 23 узла и расположение орудий промежуточного калибра не в башнях. А проекты «Монмут» (9800 т) и «Девоншир» (10 600 т) он считал ещё и недостаточно крупными для океанских крейсеров. В своих «Заметках о настоятельной необходимости обладать мощными быстроходными броненосными крейсерами и их характеристиках» он выделял следующие требования:
- Скорость должна быть больше, чем у самого быстроходного иностранного броненосного крейсера. Настоятельная рекомендация применения паротурбинной силовой установки.
- Вооружение должно состоять из расположенных в носу и корме 254-мм орудий главного калибра и вспомогательного калибра из 190-мм скорострельных орудий, расположенных по бортам. Размещение орудий должно обеспечивать максимум артиллерийского огня в нос и корму и равномерный огонь по другим направлениям.
- Каждое орудие должно иметь собственную защиту, дальномер и обеспечивать защиту для офицера и прислуги. Защита орудий должна быть рассчитана на противодействие 203-мм мелинитовым снарядам.
- С целью уменьшения заметности надстройки сокращаются до минимума. Все мостики должны быть убраны за исключением лёгкого мостика, подобного установленному на «Ринауне». Должна остаться только одна радиомачта. Все остальные мачты, сигнальные реи и артиллерийские посты на топах мачт должны отсутствовать. Трубы должны быть телескопическими. Топливо только нефтяное.
- Вместо гидравлических грузовых стрел должны применяться краны с моторным приводом. Катера должны быть лёгкими бесшовными. Максимальное использование больших шлюпок Бартона[англ.], размещённых под броневой палубой.
- Должны отсутствовать деревянные изделия. Якоря должны быть бесштоковыми[10].

Размеры корабля должны были определяться исходя из необходимости выполнения этих требований.
По этим требованиям Фишера главный конструктор на Мальте (англ. Chief Constructor at Malta) Гард разработал проект «25-узлового броненосного крейсера», названный Фишером «HMS Perfection». В качестве орудий главного калибра были выбраны существующие 234-мм, так как перспективные 254-мм орудия обладали не намного лучшими баллистическими характеристиками при большей массе. В носу и в корме располагалась одна двухорудийная башня. Двенадцать 190-мм орудий располагались в шести двухорудийных башнях. Длина крейсера составляла 152 м при ширине в 21,3 м, обусловленной расположением орудий. Водоизмещение должно было быть 15 000 т в случае использования угольного отопления котлов и 14 000 при использовании нефти. Мощность силовой установки 35 000 л. с. Броневой пояс толщиной 152 мм должен был иметь высоту 4,4 м (14,5 футов) и простираться на 82,9 м. Башни 234-мм орудий должны были защищаться 152-мм бронёй, 190-мм башни — 102-мм. Боевая рубка защищалась 254-мм бронёй. Верхняя броневая палуба имела толщину 51 мм. Нижняя броневая палуба имела толщину 63 мм в носу и корме и 38 мм в средней части.
Проект с комментариями Фишера был отправлен в марте 1902 года Первому лорду Адмиралтейства Селбурну. В Адмиралтействе проект приняли довольно холодно. Единственной возможной реакцией на него было то, что на последних проектах броненосных крейсеров «Уорриор» и «Минотавр» вспомогательный калибр был увеличен до 190-мм, а орудия главного и вспомогательного калибра помещены в башни. Правда, намучившись с двухорудийными 152-мм установками на «Каунти», решено было вспомогательные орудия разместить в одноорудийных башнях.
В июне 1902 года Фишер стал Вторым морским лордом. А в августе 1903 года, перед тем как занять пост Первого морского лорда, Фишер был назначен командующим Флота Метрополии в Портсмуте (англ. Commander-in-Chief, Portsmouth). Всё это время он вынашивал планы по радикальной модернизации флота, центральное место в которых занимали проекты нового линейного корабля «Неприступный» (Untakeable) и броненосного крейсера «Недосягаемый» (Unapproachable). Во время пребывания в Портсмуте при разработке этих проектов он тесно сотрудничает с находящимися там же Гардом (главным конструктором Портсмутской верфи) и Бэконом (капитан-инспектором подводных лодок в Портсмуте). Ключевым изменением в проекте броненосного крейсера стал переход на единый калибр. Переход на единый калибр, как и для проекта линкора, был обусловлен последними исследованиями, которые показали, что управление артиллерийской стрельбой разнокалиберных орудий на больших дальностях невозможно и необходим переход на залповую стрельбу из орудий одного калибра. Фишер, как и главный конструктор флота Уоттс, в качестве главного калибра линкоров предпочитал 254-мм калибр, а для крейсеров — 234-мм. Это предпочтение было основано на доводах А. Нобла. Аргументы сводились к тому, что по своим баллистическим характеристикам новые 254-мм орудия практически не уступают 305-мм орудиям старого образца. При этом они более скорострельны, и их можно разместить при том же водоизмещении больше, чем 305-мм орудий, либо, при том же количестве орудий, можно получить меньшее водоизмещение. Поэтому для линкора в качестве главного калибра были выбраны 16 орудий калибра 254 мм в двухорудийных башнях, а для крейсера — 16 234-мм орудий в восьми башнях. Оба проекта имели водоизмещение 15 900 т. Линкор имел скорость 21 узел, а крейсер — 25. Промежуточного калибра не было, а противоминный калибр ограничивался 102-мм орудиями. Эскизные проекты обоих типов были подготовлены Гардом к октябрю 1904 года, когда Фишер занял пост Первого морского лорда Адмиралтейства.
Эскизные проекты секретно были распространены для ознакомления в очень узких кругах. Серьёзные возражения вызвало использование 254-мм орудий для линкора и 234-мм для крейсера. За использование 305-мм орудий высказались кэптены Мэдден, Джексон и Бэкон. Аргументы Бэкона сводились к следующему:
- При стрельбе на большу́ю дистанцию время между залпами ограничивается не скорострельностью орудий, а временем полёта снаряда — ввиду необходимости наблюдения всплесков упавших снарядов для корректирования по ним стрельбы. Поэтому орудие малого калибра лишается главного своего козыря — скорострельности. При этом 305-мм орудия нового образца скорострельнее старых 305-мм орудий.
- 305-мм снаряд обладает большей разрушительной силой благодаря своей массе и большему разрывному заряду.
- 305-мм орудие обеспечивает большую точность и меньшее рассеивание снарядов на больших дистанциях боя.
- 305-мм снаряд имеет более настильную траекторию и, следовательно, обеспечивает большую зону поражения цели (англ. flatter trajectory of projectile and hence greater danger space for target at long range).

Бурные дебаты по выбору калибра продолжались до декабря 1904 года, когда на Совете Адмиралтейства было принято окончательное решение использовать 305-мм орудия как для линкора, так и для крейсера. Дополнительным аргументом по выбору этого калибра для крейсера послужила унификация вооружения двух классов.
Не в последнюю очередь в пользу этого решения повлияла информация о закладке в Италии «линкоров-крейсеров» типа «Реджина Елена» (22 узла, 2×1×305 мм, 6×2×203 мм, бронепояс 250 мм) и проектировании в Японии крейсеров типа «Цукуба» (21 узел, 2×2×305 мм, 12×152 мм, бронепояс 178 мм). Крейсер с 234-мм орудиями им явно проигрывал. И если новый тип линкора обладал по сравнению с иностранными аналогами гораздо лучшими характеристиками, то новый крейсер для обеспечения такого преимущества должен был иметь более солидное вооружение.
Задачами нового крейсера должны были стать:
- Ведение разведки боем. Ввиду своего превосходства над лёгкими силами противника он будет способен прорвать крейсерскую завесу и выйти на прямой контакт с линейным флотом противника.
- Поддержка линейных сил в бою. Как в случае противодействия крейсерам противника, так и в случае использования в качестве быстроходного крыла линейных сил для окружения противника.
- Преследование отходящего флота врага с целью сосредоточения огня на отстающих кораблях.
- Защита торговли. Его скорость и вооружение помогут ему справиться с любым рейдером противника.

Были сформулированы следующие окончательные требования к крейсеру: из-за ограничений докования в Портсмуте, Девенпорте, на Мальте и в Гибралтаре водоизмещение должно быть не больше, чем у нового линкора, вооружение из 305-мм орудий главного калибра и скорострельных орудий противоминного калибра, скорость не ниже 25 узлов, бронирование не хуже, чем у предыдущего типа броненосного крейсера («Минотавра»).
|                          | «Ринаун»                             | «Реджина Елена»                  | «Цукуба»                           | HMS «Perfection»                         | «Unapproachable»            |
| ------------------------ | ------------------------------------ | -------------------------------- | ---------------------------------- | ---------------------------------------- | --------------------------- |
| Год ввода в строй        | 1897                                 | 1907                             | 1907                               | проект, март 1902                        | проект, октябрь 1904        |
| Нормальное водоизмещение | 12 350 ts                            | 12 600 т                         | 13 750 т                           | 15 000 ts 14 000 ts (с котлами на нефти) |                             |
| Мощность ЭУ, л. с.       |                                      | 19 000                           | 20 500                             | 35 000                                   | 40 000                      |
| Скорость, узлы           | 18                                   | 21                               | 20,5                               | 25                                       | 25,5                        |
| Вооружение               | 2×2×254-мм 10×1×152-мм 12×1×12-фунт. | 2×1×305-мм 6×2×203-мм 16×1×76-мм | 2×2×305-мм 12×1×152-мм 12×1×120-мм | 2×2×234-мм 6×2×190-мм                    | 8×2×234-мм 12×1×102-мм      |
| Бронирование, мм         |                                      |                                  |                                    |                                          |                             |
| Пояс                     | 203                                  | 250                              | 178                                | 152                                      | 152 (203 в районе барбетов) |
| Башни ГК                 |                                      | 250                              | 178                                | 152                                      | барбет 203                  |
| Палуба                   | 52—76                                | 100 (в сумме)                    | 76                                 | 52—76                                    | ?                           |

### Проектирование
Фишер занял пост Первого морского лорда, предполагая заняться обширной модернизацией флота. В его планы входило строительство новых типов линкоров, броненосных крейсеров, миноносцев и подводных лодок. 22 декабря 1904 года при Адмиралтействе был создан специальный Комитет по проектированию (англ. Committee on Designs), который должен был сформировать окончательный облик новых типов кораблей и обсудить все детали проектов. Комитет не подменял собой Департамент проектирования: его рекомендации носили совещательный характер. В состав Комитета вошли наиболее опытные специалисты, компетентное мнение которых не могло быть проигнорировано. Фишер занимал пост председателя комитета.
| Состав «Комитета по проектированию»                | Состав «Комитета по проектированию»                           |
| -------------------------------------------------- | ------------------------------------------------------------- |
| принц Людвиг Баттенберг                            | контр-адмирал, директор морской разведки                      |
| сэр Джон Дарстон (англ. Sir John Durston)          | контр-адмирал, главный инженер-механик флота                  |
| А. Л. Уинслоу (англ. Alfred L. Winsloe)            | контр-адмирал, командир флотилий миноносцев и подводных лодок |
| Генри Б. Джексон (англ. Henry B. Jackson)          | кэптен, инспектор                                             |
| Джон Р. Джеллико                                   | кэптен, инспектор морской артиллерии                          |
| Чарлз Э. Мэдден (англ. Charles E. Madden)          | кэптен, помощник инспектора по флоту                          |
| Реджинальд Бэкон (англ. Reginald H. S. Bacon)      | кэптен, морской помощник Первого морского лорда               |
| Филип Уоттс (англ. Philip Watts)                   | директор департамента строительства                           |
| лорд Кельвин                                       | физик                                                         |
| Дж. Г. Байлс (англ. John Harvard Biles)            | профессор Университета Глазго                                 |
| сэр Джон Торникрофт (англ. John Isaac Thornycroft) | владелец судостроительной компании                            |
| Александр Грейси (англ. Alexander Gracie)          | представитель судостроительной компании в Фэйрфилде           |
| Р. Э. Фроуд (англ. R. E. Froude)                   | руководитель по экспериментальным работам в Адмиралтействе    |
| У. Х. Гард (англ. W. H. Gard)                      | главный конструктор Портсмутской верфи                        |
| Уилфред Хендерсон (англ. Wilfred Henderson)        | коммодор, секретарь Комитета                                  |
| Э. Х. Митчелл (англ. E. H. Mitchell)               | помощник секретаря                                            |
| Дж. Нарбет (англ. J. H. Narbeth)                   | инженер, секретарь Департамента строительства                 |

Первое заседание комитета состоялось 3 января 1905 года. На нём рассматривались варианты линкора и проект крейсера Фишера-Гарда — вариант «A». В первых вариантах крейсера погреба каждой пары башен находились в общем каземате, так как в носу и корме в районе их расположения броневого пояса не предполагалось. Все первые варианты крейсера подразумевали использование паровых машин и противоминную артиллерию из тринадцати 102-мм орудий.
В варианте «A» в носовой части располагались две траверзные башни, а в кормовой — две башни, расположенные по линейно-возвышенной схеме. Такое расположение артиллерии было признано неудачным из-за опасения воздействия пороховых газов возвышенной кормовой башни на нижестоящую. Так как на практике такой вариант не испытывался, и считалось, что нижней башней при стрельбе в диаметральной плоскости будет невозможно управлять. Кроме того, сочли, что нижняя кормовая башня расположена слишком низко от уреза воды. На втором заседании комитета 4 января 1905 года рассматривались альтернативные проекты секретаря Департамента строительства Нарбета — варианты «B» и «C». Все последующие варианты также разрабатывались Нарбетом.
Вариант «B» с четырьмя башнями и траверзным расположением их в носовой и кормовой частях также был отклонён. Считалось, что расположение тяжёлых башен слишком близко к носовой и кормовой части увеличит момент инерции, тем самым серьёзно ухудшив мореходные качества. В варианте «C» с тремя башнями — двумя носовыми траверзными и одной на корме — благодаря сдвинутым дальше к кормовым и носовым башням проблемы с мореходностью должны были быть меньше. Однако вооружение из шести орудий было признано недостаточным, и этот проект также был отклонён. На совещании комитета пришли к выводу, что оптимальным должно быть расположение по одной башне в носовой и кормовой частях, в диаметральной плоскости и двух башен по левому и правому бортам в средней части судна. Это должно обеспечить залп в нос и корму как минимум из четырёх орудий и бортовой из шести. Предложение вылилось в разработку вариантов «D» и «E».
Оптимальными были признаны проекты «D» и «E», представленные Нарбетом на рассмотрение Комитета на следующем заседании — 12 января. В этих вариантах в носовой и кормовой частях стояло по одной башне. В варианте «D» две башни располагались траверзно в районе миделя. В варианте «E» эти башни были расположены эшелонировано — по диагонали, с целью обеспечения возможности ведения бортового огня из всех четырёх башен в ограниченном секторе. В дальнейшую работу был принят вариант «E».
7 января был поднят вопрос об оснащении крейсера турбинами. Окончательное решение вопроса заняло ещё несколько недель, но уже на заседании 13 января было решено разработать «турбинный» вариант «E». Он был представлен на заседании комитета 18 января. Некоторые офицеры опасались, что турбины ухудшат маневренные свойства корабля, однако в ходе длительного обсуждения и после заверений их разработчика сэра Чарльза Парсонса окончательно было решено остановиться именно на турбинном варианте.
Ещё одно существенное изменение проекта было сделано после переосмысления опыта русско-японской войны. Поняв возросшую опасность минного и торпедного оружия, члены Комитета решили оснастить крейсер 63,5-мм противоминной переборкой в районе погребов боезапаса. Были проработаны два варианта водоизмещением 16 750 длинных тонн — с противоминной переборкой и без неё. Для размещения противоминных переборок необходимо было изыскать 250 дл. т веса. Потребный вес решили сэкономить за счёт уменьшения высоты над водой верхнего края главного бронепояса на три дюйма — с 2,2 м до 2,05 м, уменьшения толщины передних стенок башен и барбетов с 203 до 178 мм, снижения высоты осей орудий над ватерлинией для носовой и кормовой башен. В этих проектах 102-мм орудия были заменены на 20 76-мм. Проекты были представлены на рассмотрение 22 февраля, и в качестве окончательного был выбран вариант с использованием противоминных переборок. В этом варианте также произошла переоценка проектной скорости — она была уменьшена с 25,5 до 25 узлов.

Вариант A, 4 января 1905 года
Вариант B, 4 января 1905 года
Вариант C, 4 января 1905 года
Вариант D, 12 января 1905 года
Вариант E, 12 января 1905 года
Вариант E с турбинами, 18 января 1905 года

Рекомендованный Комитетом вариант был одобрен Советом Адмиралтейства и принят в работу 1 марта 1905 года. Первоначально разработка рабочего проекта «Инвинсибла» была поручена инженеру управления военного кораблестроения Нарбету, занимавшемуся также проектированием «Дредноута». Однако при проектировании линкора появились неожиданные трудности, и для завершения проекта линейного крейсера работы по нему передали инженеру Уайтингу.
При проработке проекта к 26 апреля было решено уменьшить количество 76-мм орудий с 20 до 18. Также была произведена переоценка проектного веса корпуса и механизмов, что привело к росту водоизмещения до 17 200 дл. т. Основные расчёты и рабочие чертежи были выполнены к 22 июня. Длина корабля уменьшилась на 3 м, осадка — на 15 см. Водоизмещение возросло до 17 250 дл. т. Все детальные чертежи и расчёты были готовы к августу 1905 года.
В 1906 году, уже после закладки, на линейных крейсерах решили вернуться к противоминной артиллерии более крупного калибра. Предпочтение отдали спроектированным в 1904 году 102-мм орудиям QF.Mk.III, с длиной канала ствола 40 калибров (4080 мм) на лафетах P.I*. Установка вместо восемнадцати 76-мм орудий шестнадцати 102-мм обошлась в дополнительные 65 тонн.

## Конструкция

### Корпус
Крейсера типа «Инвинсибл» имели нормальное проектное водоизмещение 17 250 длинных тонн, полное 19 720 дл. т. Корпус с полубаком, простиравшимся на две трети длины корабля с небольшими подъёмом к форштевню. Длина по ватерлинии 171,4 м, между перпендикулярами — 172,8 м (567 футов). Наибольшая ширина 23,92 м (78 футов 6 дюймов). Осадка носом при нормальном проектном водоизмещении 7,62 м (25 футов), кормой — 8,23 м (27 футов). Корпус относительно узкий — соотношение длины к ширине 7,2 (у «Минотавра» 6,49, у «Дредноута» 6,43) с высоким надводным бортом. Высота надводного борта при нормальном водоизмещении в носовой оконечности 9,14 м, на миделе 6,71 м и в корме 5,23 м. Общая высота борта в районе миделя от киля до спардека 14,7 м. При полном водоизмещении увеличению осадки на 1 см соответствовало увеличение водоизмещения на 27,5 т.
Корпус корабля был разделён водонепроницаемыми переборками на 18 отсеков. Двойное дно простиралось на 85 % длины корабля. Способ силовых связей корпуса смешанный. По высоте корпус разделён шестью палубами и настилом двойного дна. Верхняя палуба образовывала палубу полубака и простиралась на две трети длины корпуса с заметным подъёмом в носовой части. Ниже её по всей длине располагались главная и средняя палубы. Под средней палубой на разных уровнях проходила бронированная палуба. Под ней шла верхняя платформа, на которой в районе башен располагались стеллажи зарядов главного калибра. Ещё ниже шла нижняя платформа, на которой располагались снарядные погреба и затем настил двойного дна.
Крейсера оснащались двумя параллельно расположенными балансирными рулями, установленными напротив внутренней пары валов. За счёт этого они были поворотливыми кораблями с небольшим радиусом тактической циркуляции. При этом на заднем ходу считались практически не управляемыми.
«Инвинсиблы» обладали хорошими мореходными качествами. При этом как орудийные платформы они оценивались невысоко. При проектном водоизмещении метацентрическая высота должна была составлять 1,15—1,17 м (3,8—3,85 фута). При полном водоизмещении, но без нефти, она увеличивалась до 1,29—1,3 м (4,22—4,25 фута). На «Минотаврах» эти цифры составляли 0,899 м (2,95 фута) и 1,01 м (3,3 фута) соответственно. В полном грузу с запасом нефти метацентрическая высота должна была составлять 1,56—1,57 м. По результатам кренования «Инфлексибла» 4 января 1908 года при водоизмещении 17 426 т метацентрическая высота составила 1,16 м, а при водоизмещении 19 975 т — 1,28 м. Период бортовой качки составлял 14 секунд. Для уменьшения качки были установлены два скуловых киля.
Схема размещения экипажа отличалась от традиционной для британского флота. Так же, как и на «Дредноуте», офицерские каюты были оборудованы в носовой части, а каюты моряков рядового и старшинского состава — в кормовой. Такая схема размещения была выбрана по инициативе адмирала Фишера, считавшего, что каюты офицеров должны быть ближе к боевым постам на мостике и в боевой рубке. Новшество впоследствии было признано неудачным, и после постройки ряда кораблей на линейном крейсере «Куин Мэри» вернулись к традиционной схеме.
Численность экипажа в ходе службы менялась. По штату 1906 года экипаж «Инвинсибла» состоял из 755 человек. 11 февраля 1911 года он состоял из 729 человек, в 1914 году — из 799. В мае 1916 года в Ютландском сражении, будучи флагманским кораблём Худа, «Инвинсибл» имел команду, состоявшую из 1032 матросов и офицеров. Экипаж «Инфлексибла» в 1910 году составлял 779 человек, а в 1912 году на нём, как на флагмане флота, эта цифра выросла до 808. Команда «Индомитебла» в 1914 году состояла из 781 офицера и матроса.
Крейсера имели три становых 6,35-тонных (125 cwt) якоря Ветени Смита без штока, два 2,13-тонных (42 cwt) якоря системы Мартина (стоп-анкер и верп) и два 0,254-тонных (5 cwt) якоря адмиралтейского типа.
Спасательные средства без перегруза не могли вместить весь экипаж корабля и были рассчитаны на 659 человек:
| Средство                           | Количество | Вместимость, чел. |
| ---------------------------------- | ---------- | ----------------- |
| Паровой 15,2 м (50 фут) полубаркас | 2          | 140               |
| Парусный 11 м (36 фут) баркас      | 1          | 86                |
| Парусный 12,8 м (42 фут) баркас    | 2          | 140               |
| Спасательный 9,75 м (32 фут) катер | 2          | 118               |
| 9,75 м (32 фут) катер              | 1          | 59                |
| 9,14 м (30 фут) гичка              | 1          | 26                |
| 8,23 м (27 фут) вельбот            | 3          | 72                |
| 4,88 м (16 фут) динг               | 1          | 10                |
| 4,11 м (13,5 фут) бальсовый плот   | 1          | 8                 |
| ВСЕГО                              | 14         | 659               |

Кроме того, на борт могли быть подняты один 12,2-м (40-футовый) паровой адмиральский катер и один 9,75-м (32-футовый) командирский катер.
Корабли оснащались противоторпедными сетями, которые были сняты в 1913—1914 годах.
При постройке на крейсера были установлены восемь боевых прожекторов диаметром 914 мм (36 дюймов) и один 610-мм (24 дюйма). Два 914-мм прожектора размещались на носовой надстройке по бокам боевой рубки, два на платформах по бокам носовой дымовой трубы, один на платформе с левой стороны средней дымовой трубы и один на платформе с правой стороны кормовой трубы, ещё два на платформе на стойках трёхногой грот-мачты. 610-мм прожектор стоял на платформе под фор-марсом.
В 1909 году на мачтах крейсеров были установлены указатели дистанции — большие циферблаты, на которых с помощью стрелок для других кораблей показывалась дистанция до кораблей противника. На «Инвинсибле» указатель стоял только на фок-мачте. В 1912—1913 годах эти указатели были сняты.
На момент вступления крейсеров в строй управление стрельбой осуществлялось из носовой боевой рубки и расположенного на марсе фок-мачты корректировочного поста с дальномером. Приборы центральной наводки главного калибра устанавливались уже в ходе эксплуатации во время ремонтов. Их монтаж на «Инвинсибле» был произведён в конце 1914 года, но отладка приборов была закончена только в начале 1915 года. Остальные крейсера получили их чуть позже, в начале 1915 года. «Инфлексибл» получил их во время ремонта после подрыва на мине в Дарданеллах в апреле — мае 1915 года, а «Индомитебл» — во время ремонта в январе — феврале 1915 года. Часть приборов центральной наводки монтировались в артиллерийском посту на фор-марсе и позволяла находившемуся там старшему артиллерийскому офицеру наводить на цель одновременно все орудия главного калибра.
В качестве средств радиосвязи на момент ввода в строй использовались радиостанции Mk.II, которые позже были заменены радиостанциями типов «1» и «9».

### Бронирование

Сечение по миделю

Броня крупповская цементированная, за исключением палуб и коммуникационных труб, изготовленных из мягкой стали. Главный броневой пояс толщиной 152 мм (6″) устанавливался на прокладке из тикового дерева толщиной 51 мм и имел длину 95 м (55,4 % от длины корабля). Пояс начинался чуть впереди носовой части барбета носовой башни и заканчивался у центральной оси барбета кормовой башни. Он располагался между главной и бронированной палубами и заканчивался в носу 178-мм (7″) траверзной переборкой, а в корме — 152-мм переборкой. Высота пояса составляла 3,43 м. При средней осадке 7,92 м он уходил под воду на 1,17 м. В носовой части до форштевня он продолжался 102-мм поясом. В кормовой части пояс отсутствовал вовсе.
Лоб, боковые и задние стенки башен 305-мм орудий имели толщину 178 мм (7″). Для балансировки башни на её заднюю стенку дополнительно навесили 171-мм плиту из мягкой стали. Крыша башни имела толщину 63—76 мм, настил пола в задней части башни — 76 мм (3″). Барбеты внутренним диаметром 8230 мм имели толщину 178 мм (7″). У башен «A», «P» и «Q» эта толщина шла до главной палубы, а между главной и нижней палубами барбет имел толщину 51 мм (2″). Кормовая часть барбета башни «Y» между главной и нижней палубами имела толщину 178 мм (7″), а с остальных сторон она также снижалась до 51 мм (2″). Погреба ниже бронированной палубы прикрывались переборками толщиной 63,5 мм (2,5″), а с внутренних сторон — переборками толщиной 51 мм.
102-мм орудия первоначально не имели никакой защиты, однако во время Первой мировой войны их прикрыли броневыми листами. Носовая боевая рубка спереди и с боков защищалась 254-мм бронёй, а её задняя стенка имела толщину 178 мм. Крыша и настил имели толщину 51 мм. Сигнальная рубка с постом управления огнём центральной наводки в ней защищалась 76-мм бронёй, а крыша и настил имели толщину 51 мм. Коммуникационная труба со скобами аварийного выхода шла до нижнего носового боевого поста и имела толщину 102 мм до нижней палубы.
Кормовая боевая рубка, предназначенная для управления торпедной стрельбой, защищалась 152-мм (6″) вертикальной бронёй, а её крыша и настил — 51 мм. Коммуникационная труба, идущая в нижний боевой пост, имела толщину 76 мм. Оба нижних боевых поста располагались под нижней броневой палубой и защищались 51-мм стенками. Над носовым постом броневая палуба имела толщину 51 мм, а над кормовым — 25,4 мм.
Главная палуба, идущая по верхней части броневого пояса в носовой части от форштевня до носового траверза, имела толщину 19 мм (0,75″). В районе барбетов башен главного калибра над погребами она имела толщину 25,4 мм (1″). В остальных местах бронирования главной палубы не было. После Ютландского сражения, выявившего недостаточную горизонтальную защиту, в районе погребов был положен дополнительный 25,4-мм слой броневых плит.
Нижняя броневая палуба состояла из горизонтальной части и скосов, идущих к нижнему краю броневого пояса. Горизонтальная часть нижней палубы в средней части шла по ватерлинии. От носовой оконечности до кормового траверза она имела толщину 38 мм (1,5″), в средней части со скосами толщиной 51 мм (2″). В кормовой оконечности за кормовым траверзом имела толщину горизонтальной части и скосов в 64 мм (2,5″).

### Вооружение

#### Главный калибр

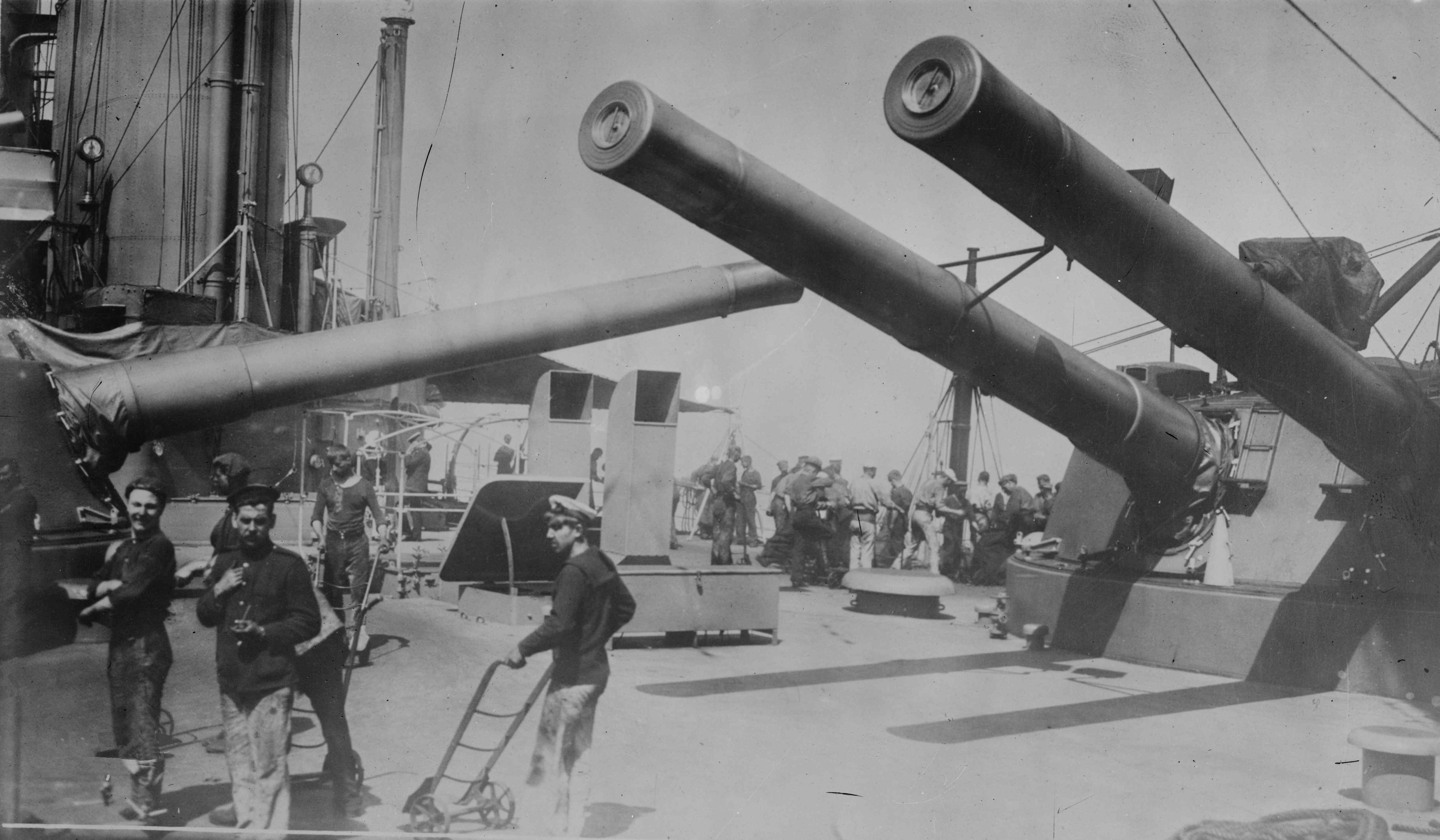
305-мм орудия линейного крейсера «Индомитебл»

Артиллерия главного калибра состояла из восьми 305-мм орудий, расположенных в четырёх двухорудийных башнях. Носовая и кормовая башни размещались в диаметральной плоскости, и ещё две были расположены эшелонировано — побортно, левая немного сдвинута к носу относительно правой. Носовая башня обозначалась «A», левая бортовая «P», правая «Q» и кормовая «Y». В положении по походному орудия башни «P» смотрели в нос, а у «Q» — в корму. При этом по первоначальному проекту обозначение бортовых башен должно было быть «B» и «C», но оно было изменено 30 октября 1906 года по результатам эксплуатации «Дредноута». Высота осей орудий над водой при проектном водоизмещении для башни «A» составляла 9,75 м, для «P» и «Q» 8,53 м, для «Y» — 6,4 м.
Расстояние от форштевня до оси башни «A» было 42 м. Расстояние вдоль диаметральной плоскости между осями башен «A» и «P» составляло 44,5 м, между «P» и «Q» 8,5 м, «Q» и «Y» 38 м. Таким образом, расстояние между осями башен «A» и «Y» было 91 м и определяло длину главного броневого пояса.
Сектор обстрела башен «A» и «Y» составлял 300°, а «P» и «Q» — 210°, из них 30° — на противоположный борт. В различных секторах, таким образом, действовало разное количество орудий. Четыре орудия действовали в секторах 0—30° и 150—180°, шесть орудий в секторах 30—65° и 90—150°. Восемь орудий могли действовать в секторе 65—90°, но этот вариант рассматривался как исключительный. Из-за предполагаемого воздействия дульных газов на соседние башни разработчики рассчитывали использовать стрельбу на противоположный борт только при выходе из строя другой средней башни. Основным вариантом считалась стрельба полузалпами — по одному орудию в каждой башне. В бою у Фолклендских островов «Инвинсибл» для получения четырёхорудийного залпа стрелял из бортовых башен на противоположный борт, при этом, кроме повреждений палубы, отмечалось оглушение персонала второй бортовой башни, из-за которого его приходилось часто менять. После этого стрельба через борт была признана нежелательной и применялась только в крайних случаях.
305-мм орудия Mk.X с длиной канала ствола 45 калибров были спроектированы в 1904 году. Традиционно для британского флота для стволов использовалось скрепление проволокой. Общая длина орудия 14 168 мм, длина зарядной каморы 2057 мм. Вес орудия без затвора 56,8 т. Нарезы с постоянной крутизной — один оборот на 30 калибров.
Вес бронебойного снаряда 386 кг, вес заряда, состоявшего из двух полузарядов кордита MD в шёлковых картузах, — 117 кг. Начальная скорость снаряда 831—860 м/с. Установки обеспечивали угол склонения от −5 до +13,5°, что обеспечивало максимальную дальность стрельбы бронебойным снарядом с радиусом оживала головки 2 калибра 14 950 м (81 каб.). В 1915—1916 годах крейсера получили бронебойные снаряды с радиусом оживала 4 калибра, что обеспечило максимальную дальность стрельбы 17 370 м — 94 кабельтовых. Скорострельность составляла два выстрела в минуту.
Вращающаяся часть башни главного калибра состояла из боевого отделения, перегрузочной камеры и жёстко связанных с ними колонны подачной трубы с нижним подъёмником. Подача заряда и снаряда в зарядник из перегрузочного отделения осуществлялась с главного подъёмного лотка без перегрузки на промежуточной позиции — так называемая «чистая подача». При этом в качестве недостатка такой схемы называлась временная задержка из-за того, что лоток не мог опуститься, пока в зарядник не будет загружен весь боезапас.
Боеприпасы хранились в погребах расположенными непосредственно под башней, зарядный погреб выше снарядного. Погреба оснащались системой термостатирования автоматически поддерживающей температуру 15—20 °C, пожарной системой орошения и затопления. Хранение снарядов и зарядов осуществлялось на стеллажах. Снаряды поднимались храповыми приспособлениями, укладывались на тележки и подавались к подготовительным столам. Потом снаряды и заряды погружались в питатели нижних зарядников, расположенных в подачной трубе, оттуда поступали в перегрузочное отделение и затем с помощью верхних зарядников в боевое отделение башни. Каждый зарядник загружался одним снарядом и двумя полузарядами. Башни также оснащались резервной системой ручной подачи.
На «Инфлексибле» и «Индомитебле» орудия были расположены в башнях Mk.BVIII с гидравлической системой приводов. Для «Инфлексибла» башни были поставлены фирмой Виккерс из Барроу, для «Индомитебла» — Армстронг из Элсвика. Вес вращающейся части башни без орудий 335 дл. т.
В отличие от других кораблей серии, «Инвинсибл» получил экспериментальные установки с электромеханическим приводом. Высказывалось мнение, что такой тип привода в эксплуатации будет иметь преимущества по сравнению с гидравлическим. Весной 1905 года Адмиралтейство приняло решение установить их на «Инвинсибл». При этом контракт был поделён между двумя основными производителями вооружений — Виккерсом и Армстронгом. Башни «A» и «Y» типа Mk.BIX изготавливались Виккерсом, башни «P» и «Q» типа Mk.BX — Армстронгом. Контракт предусматривал, что в случае неудачи поставщики обязуются за свой счёт произвести замену электромеханического привода на гидравлический.
Башни Mk.BX весили 347 дл. т без орудий, башни Виккерса Mk.BIX получились самыми тяжёлыми — 371 дл. т без орудий. Все три типа башен имели различный внешний вид. Устройства башни запитывались от бортовой сети с напряжением 200 В. Горизонтальное наведение с максимальной скоростью 4°/с осуществлялось электродвигателем с управлением скоростью вращения при помощи системы Вард-Леонарда — изменением тока возбуждения электромоторов. Вертикальное наведение орудий выполнялось посредством червячной передачи с использованием Архимедова винта диаметром 127 мм. Вместо гидравлических устройств отката и наката фирма Виккерс использовала пружины больших размеров, а Армстронг — пневматические устройства, применявшиеся впоследствии на всех типах орудийных установок.
Электромеханические приводы обеих фирм показали себя ненадёжными в работе, и после нескольких лет безуспешных попыток сделать их работоспособными пришлось пойти на замену приводов на гидравлические. Решение о переделке было принято 20 марта 1912 года. Ремонт должен был занять шесть месяцев и стоить 151 000 фунтов стерлингов. Переделка была запланирована на октябрь 1912 — май 1913 года, но фактически выполнена только во время длительного ремонта в 1914 году.
По штату мирного времени боекомплект главного калибра состоял из 640 снарядов — по 80 снарядов на ствол. На каждый ствол приходилось по 24 бронебойных снаряда с бронебойным колпачком, 40 полубронебойных и 16 фугасных. Бронебойный и полубронебойный снаряды оснащались разрывным зарядом из чёрного пороха, фугасный — из лиддита. На каждое орудие также приходилось по 3 практических снаряда и 80 полных зарядов. В военное время боезапас увеличивался до 880 снарядов — по 110 снарядов на орудие в той же пропорции. После принятия на вооружения бронебойного снаряда с оживалом радиусом 4 калибра, начинённого лиддитом, боезапас на орудие стал состоять из 33 бронебойных, 38 полубронебойных и 39 фугасных. К середине 1916 года боезапас на ствол изменился и стал состоять из 44 бронебойных, 33 полубронебойных и 33 фугасных снарядов. После Ютландского сражения количество фугасных снарядов было уменьшено до 10, а бронебойных и полубронебойных снарядов стало по 50. После окончания Первой мировой войны боезапас стал 77 бронебойных и 33 полубронебойных снаряда на орудие. В течение войны в боезапасе также могли присутствовать несколько шрапнельных снарядов.

#### Противоминный калибр

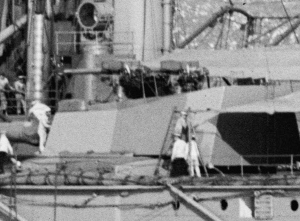
102-мм орудия QF Mk.III, расположенные на башне «Q» линейного крейсера «Инфлексибл»

Как уже отмечалось, вместо положенных по проекту 20 76-мм орудий в процессе постройки состав противоминного вооружения был изменён, и крейсера вступили в строй, имея 16 102-мм орудий QF Mk.III, располагавшихся на лафетных установках PI*. Первоначально четыре орудия располагались в носовой надстройке, четыре в кормовой, и ещё восемь орудий располагались на крышах башен — по два орудия на каждой. Орудия предназначались для стрельбы по всем видам морских целей и стрельбы по берегу. 
102-мм орудие QF Mk.III имело длину ствола 40 калибров и при весе заряда 1,62 кг обеспечивало 11,35-кг снаряду начальную скорость 701 м/с, что обеспечивало максимальную дальность 8230 м (44,5 каб.). Максимальная скорострельность составляла 9—10 выстрелов в минуту.
Для защиты от брызг орудия на крышах башен в 1911 году были обнесены брезентовыми обвесами. Расположение орудий на крышах башен было признано неудачным, и «Инвинсиблы» стали первыми и последними британскими линейными крейсерами с расположением противоминных орудий на крышах башен. В 1914—1915 годах четыре орудия с башен «A» и «Y» перенесли на носовую надстройку, а орудия в надстройках прикрыли стальными щитами. Четыре орудия на башнях «P» и «Q» были демонтированы в 1915 году, и общее количество 102-мм орудий было уменьшено до двенадцати.
Орудия QF Mk.III считались недостаточно мощными, поэтому в целях унификации вооружения с другими линейными крейсерами на оставшихся к концу войны двух крейсерах серии было произведено перевооружение. В апреле 1917 года на «Индомитебле» оставшиеся 12 орудий QF Mk.III были заменены на 102-мм 50-калиберные орудия BL Mk.VII в лафетных установках P.IV. На «Инфлексибле» замена была произведена в июле 1917 года, но он получил на вооружение 102-мм 44-калиберные орудия BL Mk.IX в установках CP.I. Оба типа орудий стреляли одинаковыми 14,1-кг снарядами.
Боекомплект орудий QF Mk.III составлял по 100 на ствол — по 50 полубронебойных и фугасных снарядов. Позже состав боекомплекта был изменён и составлял 30 полубронебойных и 70 фугасных снарядов. Кроме того, в общий боекомплект входили 200 шрапнельных снарядов. После перевооружения на орудия BL Mk.VII боекомплект на «Индомитебле» был те же 100 снарядов на ствол, но в его состав входили 25 полубронебойных, 60 фугасных и 15 фугасных снарядов с ночным трассёром. Боекомплект орудий BL Mk.IX составлял по 150 снарядов на ствол — 37 полубронебойных, 90 фугасных и 23 фугасных с ночным трассёром.

#### Зенитное вооружение
Информация об имевшемся на крейсерах типа «Инвинсибл» зенитном вооружении достаточно противоречива. Состав зенитного вооружения крейсеров неоднократно менялся, в разное время в него входили зенитные 102-мм орудия Mk.VII и переделанные в зенитные Mk.III, 76-мм зенитные орудия Mk.I, 47-мм зенитные пушки Гочкиса и пулемёты Максима. Переделка 102-мм орудий Mk.III в зенитные осуществлялась путём придания стволу большего угла возвышения.
76-мм зенитное орудие Mk.I весило 1016 кг, максимальный угол возвышения составлял +90°, скорострельность — 15—20 выстрелов в минуту. Снаряд массой 5,67 кг обладал начальной скоростью 762 м/с, что обеспечивало максимальную дальность стрельбы 12 300 м (66 каб.).
Обычно устанавливаемые на британских кораблях 47-мм салютные пушки Гочкиса в первоначальном составе вооружения крейсеров отсутствовали, и вместо них использовались 102-мм орудия. В октябре 1914 года «Инвинсибл» имел на вооружении одно зенитное 76-мм орудие Mk.I, однако в ноябре 1914 года оно было заменено на 47-мм орудие Гочкиса. В апреле 1915 года было добавлено одно 76-мм орудие Mk.I. Оба орудия стояли на нём в момент гибели в Ютландском сражении.
На «Инфлексибле» к началу войны зенитных орудий не было. В октябре 1914 года по предложению артиллерийского офицера крейсера капитана 2 ранга Вернера по одному орудию Mk.III на башнях «A» и «Y» были переделаны в зенитные путём придания их стволам большего угла возвышения, однако эта инициатива впоследствии не была одобрена командованием. В начале 1915 года эти орудия использовались для ведения гаубичного огня по береговым целям в Дарданеллах. В ноябре 1914 года на крейсер была установлена 47-мм пушка Гочкиса. В июле 1915 года на кормовой надстройке было установлено одно 76-мм орудие Mk.I. В августе 1917 года 47-мм пушка Гочкиса была заменена на 102-мм орудие Mk.VII с углом возвышения ствола орудия +60°. Оно располагалось в диаметральной плоскости позади передней дымовой трубы. По данным Муженикова, позднее зенитное вооружение состояло из двух 76-мм орудий Mk.I, установленных на платформе за средней дымовой трубой.
«Индомитебл» не имел зенитного вооружения до момента установки 76-мм орудия Mk.I в апреле 1915 года. В апреле 1917 года к нему добавили зенитное 102-мм орудие Mk.VII, стоявшее на платформе позади передней дымовой трубы. В 1918 году на «Индомитебле» и «Инфлексибле» при расширении поста управления стрельбой центральной наводки на марсе фок-мачты был установлен зенитный дальномер.
В состав вооружения крейсеров входили семь пулемётов Максима.
Боезапас на ствол для 102-мм орудий первоначально состоял, по-видимому, из 75 полубронебойных снарядов с головным взрывателем и 75 шрапнельных снарядов. Позднее он был изменён на 160 фугасных и 30 зажигательных. Первоначальный боекомплект 76-мм орудий состоял из 270 фугасных и 30 шрапнельных выстрелов. Затем его уменьшили до 120 фугасных и 30 зажигательных. Боекомплект 47-мм зенитных пушек Гочкиса первоначально состоял из 500 фугасных снарядов.
| Орудие                                 | 12"/45 Mark X                  | 12"/45 Mark X                   | 4"/40 QF Mark III            | 4"/50 BL Mark VII | 4"/50 BL Mark VII | 4"/45 BL Mark IX | 3"/45 20cwt QF HA Mark I | 47-мм Гочкиса |
| -------------------------------------- | ------------------------------ | ------------------------------- | ---------------------------- | ----------------- | ----------------- | ---------------- | ------------------------ | ------------- |
| Год разработки                         | 1904                           | 1904                            | 1904                         | 1904              | 1904              | 1913             | 1910                     | 1885          |
| Калибр, мм                             | 305                            | 305                             | 102                          | 102               | 102               | 102              | 76                       | 47            |
| Длина ствола, калибров                 | 45                             | 45                              | 40                           | 50                | 50                | 45               | 45                       | 40            |
| Масса орудия, кг                       | 58 626                         | 58 626                          | 1339                         | 2126              | 2126              | 2154             | 1020                     | 240           |
| Скорострельность, в/мин                | 1,5                            | 1,5                             | 8—10                         | 6—8               | 6—8               | 10—12            | 12—14                    | 20            |
| Установка                              | BVIII, BIX, BX                 | BVIII, BIX, BX                  | PI*                          | PIV               | HA Mark II        | CPI              | ?                        | ?             |
| Углы склонения                         | −3°/+13,5°                     | −3°/+13,5°                      | −10°/+20°                    | −10°/+15°         | −10°/+60°         | −10°/+30°        | −10°/+90°                | /+60°?        |
| Тип заряжания                          | картузное                      | картузное                       | раздельно- гильзовое         | картузное         | картузное         | картузное        | унитарное                | унитарное     |
| Тип снаряда                            | полубронебойный Mark VI (2crh) | полубронебойный Mark VIa (4crh) | малый фугасный               | фугасный          | шрапнельный?      | фугасный         |                          | фугасный      |
| Вес снаряда, кг                        | 386                            | 389,8                           | 11,3                         | 14,06             | 14,06             | 14,06            | 5,67                     | 1,5           |
| Вес и тип метательного заряда          | 117 кг MD45                    | 117 кг MD45                     | 1,6 кг Cord 15 + 2,3 кг MD16 | 4,3 кг MD16       | 2,7 кг MD8        | 3,5 кг MD16      | 0,96 кг MD               | 0,24 кг MD    |
| Начальная скорость, м/с                | 831                            | 831                             | 722                          | 873               | 732               | 800              | 762                      | 574           |
| Максимальная дальность, м              | 15 040                         | 17 236                          | 8780                         | 10 610            |                   | 12 660           |                          |               |
| Досягаемость по высоте максимальная, м | —                              | —                               | —                            | —                 | ?                 | —                | 11 340                   | 3000          |
| Эффективная, м                         | —                              | —                               | —                            | —                 | ?                 | —                | 7160                     | 1100          |

#### Торпедное вооружение
Крейсера типа «Инвинсибл» были вооружены пятью подводными 457-мм торпедными аппаратами. Один из них располагался в корме, а четыре — по бортам в отсеках, не прикрытых броневым поясом (два в отсеке перед барбетом башни «A» и два позади барбета башни «Y»). Общий боекомплект составлял 23 торпеды. Кроме того, на крейсерах хранился запас из шести 356-мм торпед для располагавшихся на борту 50-футовых паровых катеров, которые также могли производить торпедные атаки. После Ютландского боя на уцелевших «Инфлексибле» и «Индомитебле» кормовой торпедный аппарат был демонтирован.

#### Авиационное вооружение
В 1917 году возникла необходимость противодействия цеппелинам, проводившим разведку в Северном море и бомбардировавшим побережье Англии. Гидросамолёты оказались неэффективны, и были проведены опыты по запуску колёсных истребителей с платформ, установленных на гидроавианосцах, а потом — на лёгком крейсере «Ярмут». Самолёт фактически был одноразовым — после выполнения задания он садился на воду, и лётчика поднимали на борт корабля. Опыты были успешными, однако запуск самолётов мог производиться только при ходе крейсера против ветра. Поэтому были проведены испытания по запуску истребителя с поворотной платформы, расположенной сначала на второй, а потом и на кормовой башне линейного крейсера «Ринаун». Взлёт должен был производиться поперёк суммарного воздушного потока, создаваемого ходом корабля и ветром. Благодаря поворотной платформе запуск мог осуществляться в большем диапазоне курсовых углов. После успешного запуска с «Ринауна» все британские линейные крейсера были оснащены двумя платформами, установленными на башнях главного калибра. К концу войны (в 1918 году) «Инфлексибл» и «Индомитебл» получили на вооружение по два колёсных самолёта фирмы «Сопвич» — по одному истребителю Сопвич Кэмел и двухместному многоцелевому Sopwith 1½ Strutter. Для взлёта самолётов на крышах башен «P» и «Q» были установлены специальные деревянные платформы.

### Силовая установка
Силовая установка крейсера номинальной мощностью 41 000 л. с. состояла из двух комплектов турбин Парсонса с приводом на четыре винта и рассчитывалась на достижение скорости 25 узлов. Винты трёхлопастные. Внутренняя пара диаметром 3,2 м, наружная — 2,9 м. Шаг винтов на «Инвинсибле» был 3,33 м (11 футов 10 дюймов), на остальных 3,45 м (11 футов 4 дюйма). «Инвинсиблы» оснащались 31 водотрубным котлом с трубками большого диаметра и рабочим давлением пара в 17,9 кГс/см2 (250 фунтов/дюйм2). «Индомитебл» оснащался более тяжёлыми котлами Бабкока и Вилькокса, остальные два корабля — котлами типа Ярроу. Все котлы на угольном отоплении с форсунками для впрыска нефти. Впрыск нефти добавлял приблизительно 700 миль дальности на полном ходу. На «Инвинсибле» каждый котёл оснащался пятью форсунками с максимальным расходом нефти через одну форсунку 81,65 кг/час (180 фунтов в час), на «Индомитебле» по четыре форсунки на котёл с расходом через каждую в 108,86 кг/час (240 фунтов/час), на «Инфлексибле» — по три форсунки с расходом 136,08 кг/час (300 фунтов/час). Котлы располагались линейно двумя группами в четырёх котельных отделениях. В первом котельном отделении длиной 15,8 м располагалось 7 котлов. В остальных, более широких отделениях длиной порядка 10,4 м каждое стояло по 8 котлов. Котельное отделение № 4 располагалось за погребами боезапаса башен «P» и «Q». Суммарная поверхность нагрева 9650 м2 (103 880 фут2), а площадь колосниковых решёток — 163 м2 (1750 фут2). Запас свежей воды для котлов и внутренних нужд 350 т.
Турбинная установка считалась единственно приемлемой для обеспечения высокой скорости большого надводного корабля. При сравнимых с паровой машиной на «Минотавре» весе и объёме занимаемых помещений она требовала меньшей команды для обслуживания и была больше приспособлена для длительного поддержания высокой скорости. При этом турбина выигрывала у паровой машины с ростом агрегатной мощности. Относительной проблемой турбинной установки была сложность обеспечения многорежимной работы. Так, винты были с неизменяемым шагом, скорость хода корабля регулировалась частотой их вращения. При этом турбина имела высокий КПД только при определённой скорости вращения. Так как турбины были прямодействующие — с прямым, без редуктора, приводом вала от турбины, только один из режимов был оптимальным. Для «Инвинсибла» в качестве такового был выбран режим максимальной скорости хода. Чтобы увеличить КПД на нескольких режимах, турбинная установка имела не одну турбину, а несколько.

Схема расположения оборудования в машинном отделении правого борта линейного крейсера «Инвинсибл»
1 — конденсатор; 2 — внутренний гребной вал; 3 — выхлопной патрубок турбины; 4, 7, 10, 20, 23 — неподвижные кольца с направляющими лопатками; 5 — турбина низкого давления заднего хода; 6 — турбина низкого давления переднего хода; 8 — скользящая муфта; 9 — турбина крейсерского хода; 11 — патрубок подачи пара на турбину крейсерского режима; 12, 13 — основные патрубки подачи пара; 14 — переходной патрубок между турбинами высокого и низкого давления заднего хода; 15 — турбина высокого давления заднего хода; 16 — переходной патрубок между турбинами высокого и низкого давления переднего хода; 17 — патрубок от турбины крейсерского режима на турбину высокого давления; 18 — обратный клапан; 19 — патрубок подачи пара турбин заднего хода; 21 — турбина высокого давления переднего хода; 22 — жёсткая муфта; 24 — внешний гребной вал; 25 — центробежные насосы

«Инвинсиблы» оснащались двумя комплектами турбин Парсонса, каждый из которых приводил в действие по два винта. Всего в двух комплектах было 10 турбин. Кроме турбин переднего хода, на одном валу с ними стояли специальные турбины заднего хода. Пар после турбин высокого давления прямого и заднего хода, приводивших во вращение наружные валы, попадал на турбины переднего и заднего хода низкого давления, приводящие во вращение внутренние валы, и только потом на конденсатор пара. Для увеличения КПД на крейсерских ходах существовали две специальных турбины крейсерского хода, установленные на внутренней паре валов. Несмотря на все эти ухищрения, расход топлива на экономическом ходу был гораздо выше, чем на предыдущих крейсерах с паровыми машинами. Расход угля на максимальной мощности составлял 0,54—0,77 кг/л. с. в час, на «Минотавре» — 0,82. При этом при 20 % мощности расход угля на «Инвинсибле» составлял 1,09 кг/л. с. в час, на «Минотавре» — 0,85.
Контрактная стоимость турбинной установки составила 472 000 фунтов стерлингов или 4720 тыс. рублей золотом. Турбины для «Инвинсибла» поставлялись фирмой «Хампфри и Теннант», а для остальных кораблей — фирмами-строителями. Электроэнергией напряжением 200 В корабль снабжали генераторы общей мощностью 1000 кВт — установленные на нижней платформе четыре турбогенератора мощностью по 200 кВт и два дизель-генератора по 100 кВт.
На испытаниях, так же как и в основном во время эксплуатации, отопление котлов было только угольным. Из-за несовершенства системы смешанного отопления впрыск нефти применялся редко, а его применение требовало большого мастерства кочегаров. Так, в сражении у Фолклендских островов на «Инвинсибле» применялся впрыск нефти, но при этом из труб валил густой чёрный дым, периодически застилавший обзор то своим комендорам, то идущему сзади «Инфлексиблу».
На испытаниях все крейсера довольно легко превысили скорость в 26 узлов. «Индомитебл» 29 апреля 1908 года на мерной миле в Скелморли (англ. Skelmorlie) показал максимальную скорость 26,106 узла при мощности 47 791 л. с. и средней скорости вращения валов 296 об/мин. При этом его водоизмещение составляло 17 435 т, осадка носом 7,62 м (25 футов), кормой 8,23 м (27 футов). Турбинная установка на момент ввода крейсеров в строй была не только самой мощной из установленных на военных кораблях, но и была достаточно надёжной. Так, «Индомитебл» в июле — августе 1908 года при возвращении с торжеств в Квебеке с принцем Уэльским на борту в течение трёх суток между Биллейслом (англ. Billeisle) и Феснетом (англ. Fasnet) поддерживал среднюю скорость 25,3 узла.
Реверсные испытания (reversing trial) на «Инвинсибле» проводились в ноябре 1908 года. На полных парах с переднего хода при скорости вращения валов 275 об/мин время от получения команды «полный назад» до полной остановки составило 3 мин 25 сек, за это время корабль прошёл 1465 м (1592 ярда). Время с момента полной остановки до полного заднего хода — 3 мин 48 сек. За это время корабль прошёл 521 м (570 ярдов) и разогнался до скорости 15,5 узлов.
Проектный запас топлива при нормальном водоизмещении составлял 1000 т угля. Максимальный запас топлива составлял 3000 т угля и 700 т нефти. Расход угля на полной мощности составлял 660 т в сутки, а при скорости 10 узлов — 130 т. Полного запаса угля хватало на 4480—4600 миль при скорости 15 узлов и 2270—2340 миль при 23 узла. При использовании нефти эти цифры возрастали до 6020—6110 и 3050—3110 миль соответственно.

## Строительство
| Наименование | Верфь        | Производитель ЭУ | Стоим. ф. ст. | Заказ             | Закладка          | Спуск на воду      | Ввод в строй       | Судьба                                                                    |
| ------------ | ------------ | ---------------- | ------------- | ----------------- | ----------------- | ------------------ | ------------------ | ------------------------------------------------------------------------- |
| «Инвинсибл»  | «Армстронг»  | «Хэмпфри»        | 1 677 515     | 21 ноября 1905 г. | 2 апреля 1906 г.  | 13 апреля 1907 г.  | март 1909 г.       | 31 мая 1916 года погиб в Ютландском сражении по причине взрыва боезапаса  |
| «Инфлексибл» | «Джон Браун» | «Джон Браун»     | 1 630 739     | 21 ноября 1905 г. | 5 февраля 1906 г. | 26 февраля 1907 г. | 20 октября 1908 г. | В январе 1919 года выведен в резерв и 1 декабря 1921 года продан на слом  |
| «Индомитебл» | «Фэйрфилд»   | «Фэйрфилд»       | 1 662 337     | 21 ноября 1905 г. | 1 марта 1906 г.   | 16 марта 1907 г.   | август 1908 г.     | В феврале 1919 года выведен в резерв и 1 декабря 1920 года продан на слом |

В июне 1905 года в кораблестроительную программу 1905—1906 года были включены ассигнования на строительство линейного корабля «Дредноут» и трёх броненосных крейсеров: «Invincible», «Immortalite» и «Raleigh». При закладке два последних были переименованы в «Indomitable» и «Inflexible». По окончательной смете стоимость каждого крейсера типа «Инвинсибл» должна была составить 1 625 120 фунтов стерлингов.
Заказ на постройку «Инвинсибла» был выдан 21 ноября 1905 года верфи «Армстронг, Уитворт и К°» в Эльсвике на реке Тайн. Энергетическую установку производила фирма «Хампфри и Теннант» (англ. Humphreys & Tennant). «Инвинсибл» был заложен 2 апреля 1906 года и спущен на воду 13 апреля 1907 года. Церемонию крещения проводила леди Аллендейл. Последующая достройка крейсера производилась в устье реки Тайн около Ньюкасла на верфи «Сван Хантер и Вильям Ричардсон». Строительство сопровождалось забастовками, что задержало вступление в строй на три месяца. Всего постройка длилась 35 месяцев — 12 месяцев стапельный период и 23 месяца достройка на плаву. Стоимость постройки составила 1 677 515 фунтов стерлингов
Заказ на постройку крейсера «Инфлексибл» был выдан 21 ноября 1905 года судостроительной верфи «Джон Браун и К°» в Клайдбанке, эта же фирма получила заказ на строительство энергетической установки. Спущен на воду 26 июня 1907 года, к ходовым испытаниям приступил 20 июня 1908 года, введён в строй 20 октября 1908 года. Всего постройка длилась 32 месяца, из них 16 месяцев стапельный период и 16 месяцев достройка на плаву. Стоимость постройки составила 1 630 739 фунтов стерлингов (16 307 000 рублей золотом по курсу того времени).
Заказ на постройку «Индомитебла» и силовой установки для него был выдан 21 ноября 1905 года строительной верфи «Фэйрфилд Шипбилдинг энд Инжиниринг К° (англ. Fairfield Shipbuilding and Engineering Company)» в Глазго. Заложен 1 марта 1906 года, спущен на воду 16 марта 1907 года и приступил к испытаниям 8 апреля 1908 года. В период с 20 июня по 10 августа 1908 года, на время визита «Индомитебла» в Квебек, испытания прерывались. Введён в строй в конце августа 1908 года. Общая длительность постройки составила 30 месяцев — 12 месяцев стапельный период и 18 месяцев достройка на плаву. Стоимость постройки составила 1 662 337 фунтов стерлингов (16 623 000 рублей золотом).

## Служба

### «Инвинсибл»
«Инвинсибл» был подготовлен к испытаниям в сентябре 1908 года и зачислен в состав Морского резерва. Испытания проводились с конца октября 1908 года по март 1909 года. На артиллерийских стрельбах во время испытаний были выявлены дефекты электрического привода башен главного калибра — при выстрелах происходило постоянное размыкание электроцепи в различных местах.
20 марта 1909 года крейсер, несмотря на дефекты приводов башен главного калибра, прибыл в Портсмут и там вошёл в состав флота с зачислением в состав 1-й эскадры крейсеров. До Первой мировой войны он участвовал в смотрах флотов на Спитхедском рейде и различных манёврах. Попытки устранить дефекты электрического привода закончились неудачей, и 20 марта 1912 года было принято решение о его замене на гидравлический. Замена была произведена в Портсмуте во время ремонта в марте — августе 1914 года.
С началом войны вместе с «Нью-Зиленд» образовал 2-ю эскадру линейных крейсеров и принял участие 28 августа 1914 года в бою в Гельголандской бухте. Линейные крейсера осуществляли прикрытие лёгких сил английского флота. После обстрела немецкими лёгкими крейсерами английские лёгкие крейсера запросили поддержки. Подошедшие линейные крейсера вынудили немецкие крейсера отойти, потопив три из них. «Инвинсибл» во время боя потопил несколькими залпами повреждённый чуть ранее 343-мм снарядами «Лайона» немецкий лёгкий крейсер «Кёльн». В августе — октябре 1914 года «Инвинсибл» принимал участие в прикрытии лёгких сил в Северном море, патрулировании и поиске немецких кораблей, а 3—10 октября осуществлял прикрытие доставки канадского контингента в Европу.
После поражения англичан 1 ноября 1914 года в сражении у Коронеля «Инвинсибл» вместе с «Инфлексиблом» 4 ноября вошёл в состав Особой эскадры под командованием вице-адмирала Стэрди для отправки на перехват эскадры Шпее. Из-за необходимости срочного ремонта на «Инвинсибле» крейсера покинули Англию только 11 ноября. Эскадра Стэрди прибыла на Фолклендские острова 7 декабря. А рано утром 8 декабря, во время погрузки в Порт-Стэнли угля на линейные крейсера, на подходе к Фолклендским островам в 7:50 были обнаружены «Гнейзенау» и «Нюрнберг», направленные Шпее для высадки десанта и уничтожения британской базы. Британские корабли срочно прекратили погрузку угля и стали поднимать пары. В 10:00 немецкие корабли заметили трёхногие мачты выдвигавшихся из гавани линейных крейсеров и стали отходить.

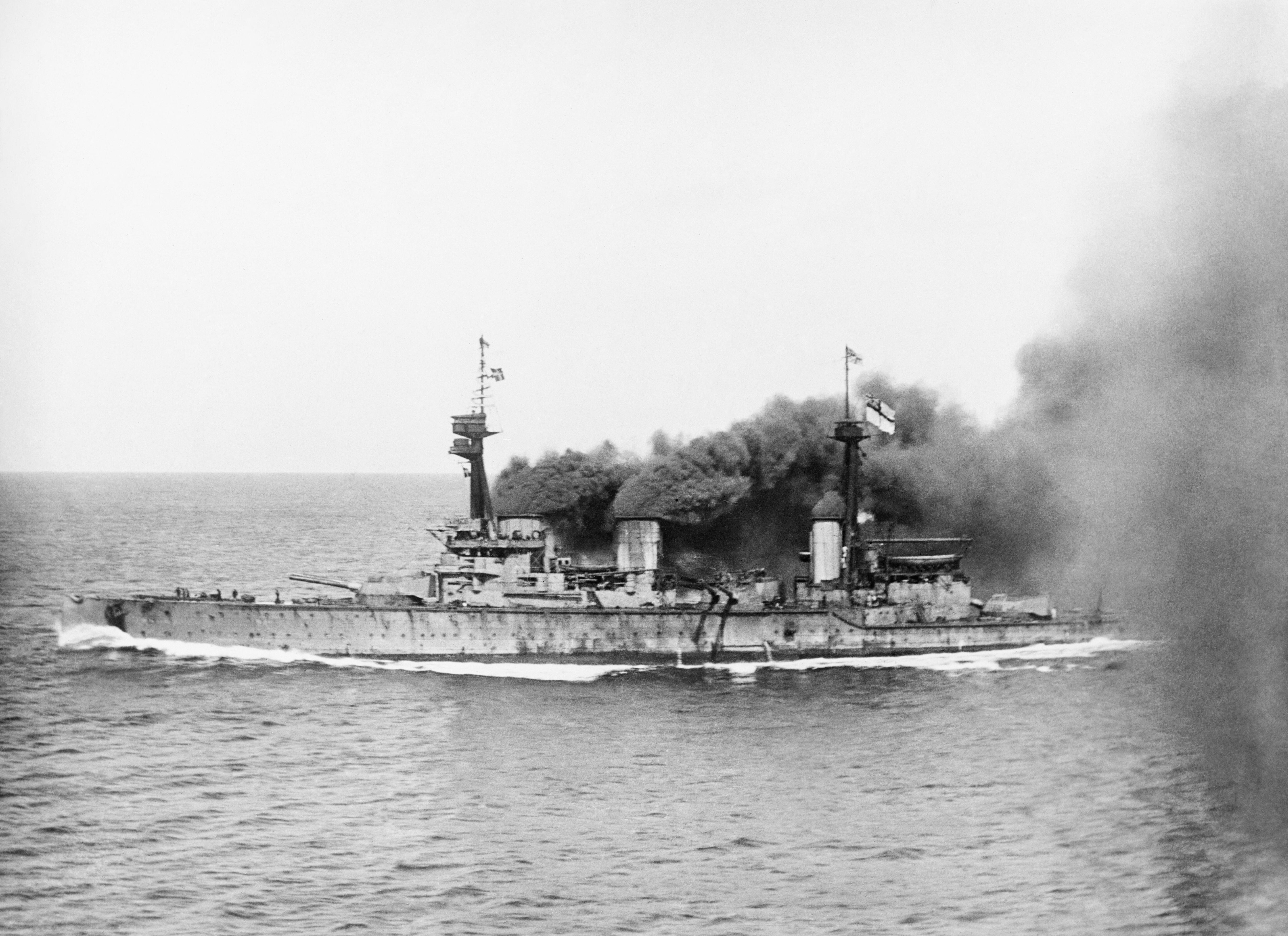
Густой дым, идущий из труб «Инвинсибла» при преследовании эскадры Шпее во время сражения у Фолклендских островов

«Инвинсибл» и «Инфлексибл» во время погони сжигали в топках нефть и поддерживали скорость до 25 узлов. На «Инвинсибле» жгли нефть неумело, и за ним стелился густой дым, мешавший «Инфлексиблу» во время погони и в бою. В 12:58 «Инвинсибл» начал стрельбу по концевому «Лейпцигу». Шпее приказал своим лёгким крейсерам рассредоточиться, а сам с «Шарнхорстом» и «Гнейзенау» отвернул на восток, уводя за собой линейные крейсера. В 13:02 «Инвинсибл» открыл огонь по «Шарнхорсту». Стэрди действовал осторожно, в начале боя держась на предельной дистанции огня своих орудий — 70—80 каб. (13 000—14 800 м). На этой дистанции немецкие орудия не могли нанести повреждений жизненно важным частям линейных крейсеров. Для британских 305-мм снарядов немецкие корабли были проницаемы на всех дистанциях. «Шарнхорст», получив порядка 30—40 тяжёлых снарядов, затонул в 16:17. После этого «Инвинсибл» помог «Инфлексиблу» добить повреждённый «Гнейзенау», и в 18:02 тот также пошёл на дно.
Из-за большой дистанции расход снарядов был огромен: за время боя «Инвинсибл» выпустил 513 305-мм снарядов, добившись по оценкам 6—8 % попаданий. В «Инвинсибл» попало 22 снаряда, из них минимум 12 210-мм, но они не нанесли серьёзных повреждений. Были ранены лишь 2 матроса. Убедительная победа стала компенсацией за разгром у Коронеля, хотя Стэрди подвергся критике за свою нерешительность и перерасход снарядов.
По возвращении из Южной Америки в январе 1915 года «Инвинсибл» встал на ремонт. В процессе ряда ремонтов, прерывавшихся учебными стрельбами, на нём для снижения задымлённости наблюдательного поста на 2 м была увеличена высота носовой трубы и были установлены приборы центральной наводки главного калибра. К лету 1915 года вместе с «Индомитеблом» и «Инфлексиблом» образовал 3-ю эскадру линейных крейсеров. На «Инвинсибле» с 26 мая держал свой флаг командующий эскадрой контр-адмирал Хорас Худ.

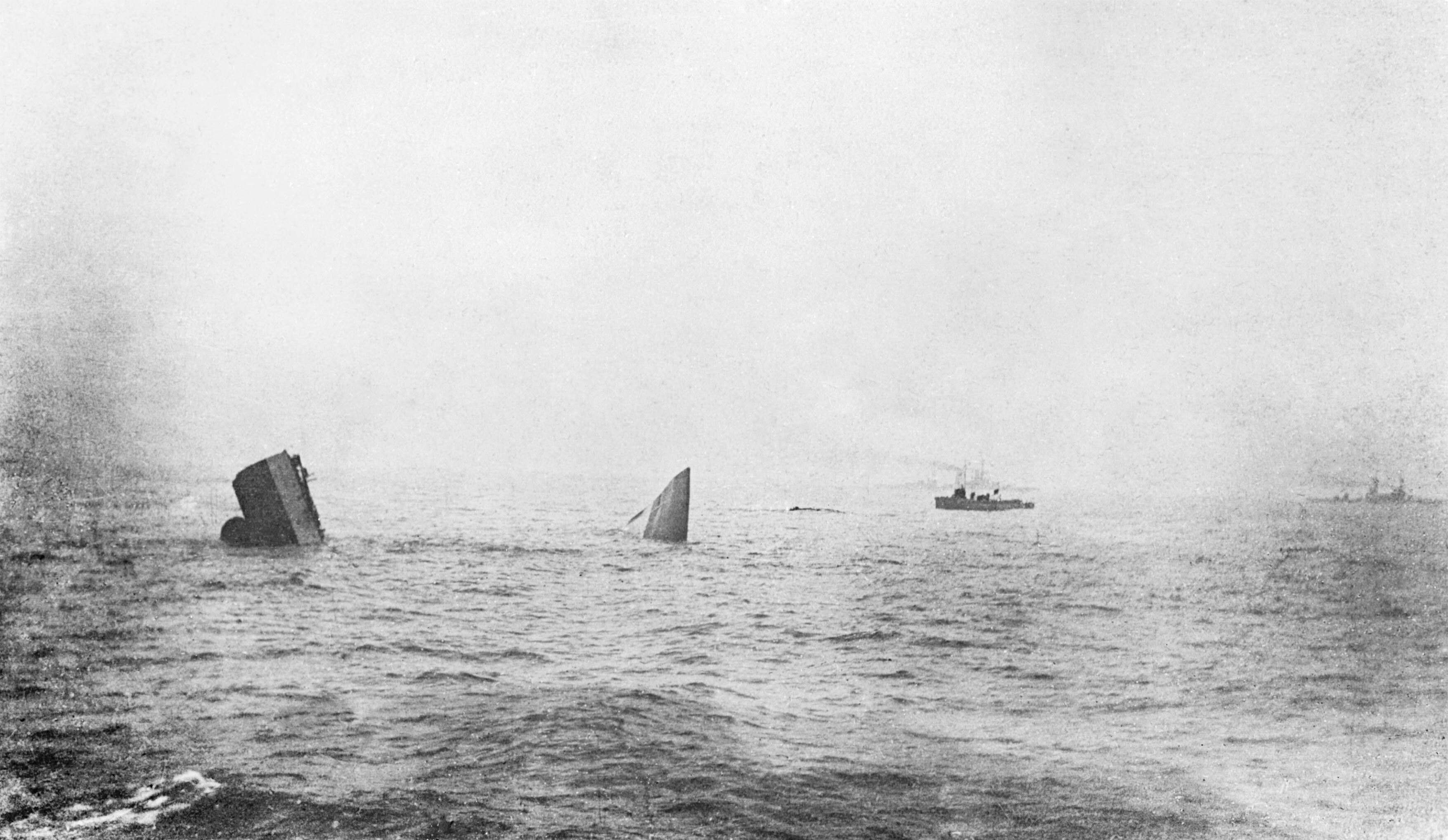
Результаты Ютландского сражения. Над водой видны носовая и кормовая части разломившегося пополам «Инвинсибла»

30 мая 1916 года «Инвинсибл» под флагом Худа в составе 3-й эскадры линейных крейсеров принял участие в Ютландском сражении. 3-я эскадра шла вместе с Гранд-Флитом, держась восточнее его на 25 миль и идя курсом на юго-запад. В 16:00 Джеллико отправил крейсера Худа на поддержку соединения Битти, преследуемого Флотом открытого моря. В 17:50 «Инвинсибл» и «Инфлексибл» открыли огонь по вырвавшимся вперёд немецким лёгким крейсерам 2-й разведывательной группы, серьёзно повредив «Пиллау» и «Франкфурт», а «Висбаден» лишив хода. К 18:21 Худ вышел в голову колонны соединения Битти, впереди «Лайона», продолжая идти курсом на юго-запад.
3-я эскадра линейных крейсеров с дистанции 7700—10 000 м (42—54 каб.) открыла огонь по немецким линейным крейсерам. Условия стрельбы были благоприятными для англичан — из-за задымлённости и тумана они были практически не видны немецким артиллеристам. В этих условиях «Инвинсибл» нанёс фатальные повреждения «Лютцову», попав несколькими снарядами в район его носовых торпедных аппаратов, что в конечном счёте привело к затоплению носовых отсеков и гибели немецкого корабля.
Но в 18:29 туман над «Инвинсиблом» внезапно рассеялся, и на нём сосредоточили свой огонь «Лютцов», «Дерфлингер» и «Кёниг». С дистанции порядка 6000—7000 м (30—40 каб.) «Дерфлингер» добился попадания нескольких залпов в «Инвинсибл». Наблюдатели отметили попадания снарядов в район бортовой башни «Q», после чего произошёл сильный взрыв. Огонь добрался до погребов с кордитом, и над «Инвинсиблом» взвился огромный столб огня высотой до 120 метров. Крейсер разломился пополам и быстро затонул. Вместе с ним погибли 1026 человек во главе с адмиралом Худом. Из воды удалось поднять только 6 человек, включая находившегося на фор-марсе артиллерийского офицера Данрейтера. Глубины в этом районе были небольшими, и ещё какое-то время носовая и кормовая части крейсера как два утёса возвышались над местом его гибели.

### «Инфлексибл»
При вводе в строй зачислен в Норскую дивизию Гранд-Флита. До начала Первой мировой войны «Инфлексибл» принимал участие в различных манёврах флота, смотрах и визитах за рубеж. В ноябре 1912 года переведён в Средиземноморский флот и встретил войну в составе 2-й Средиземноморской эскадры линейных крейсеров. Совместно с входившими во 2-ю эскадру «Индомитеблом» и «Индефэтигеблом» с 5 по 11 августа занимался поиском в восточной части Средиземного моря немецких линейного крейсера «Гёбен» и лёгкого крейсера «Бреслау». После того, как немецким кораблям удалось беспрепятственно проникнуть в Дарданеллы, «Инфлексибл» отбыл на Мальту, а 19 августа переведён в состав 2-й эскадры линейных крейсеров Гранд-Флита. Совместно с входившим в эту эскадру «Инвинсиблом» участвовал в операциях по прикрытию лёгких сил и поиску немецких кораблей в Северном море. 3—10 октября вместе с «Инвинсиблом» участвовал в прикрытии переброски первой части канадского контингента в Европу.
4 ноября 1914 года вместе с «Инвинсиблом» включён в состав Особой эскадры по поиску и уничтожению эскадры адмирала Шпее. 8 декабря 1914 года во время сражения у Фолклендских островов шёл вслед за флагманским «Инвинсиблом». В начале боя выпустил несколько лёгших недолётом снарядов в «Лейпциг». Во время боя обстреливал в основном «Гнейзенау», за исключением короткого промежутка времени, когда немецкие корабли менялись местами и «Инфлексибл» вёл обстрел «Шарнхорста». Дым из труб «Инвинсибла» закрывал комендорам крейсера обзор, поэтому стрельба «Инфлексибла» в первой фазе боя с 13:00 по 14:00 на большой дистанции 11 000—14 800 м (60—80 каб.) была малорезультативной.
После возобновления боя около 15:00 дистанция постепенно уменьшалась, и эффективность стрельбы повысилась. К концу боя, когда к «Инфлексиблу» присоединился «Инвинсибл», дистанция сократилась до 7300—8200 м (39—44 каб.), и в 18:02 «Гнейзенау» пошёл на дно. За время боя «Инфлексибл» выпустил 661 305-мм снаряд (75,1 % боекомплекта). Так как «Гнейзенау» стрелял в основном по «Инвинсиблу», повреждения «Инфлексибла» были незначительными — в него попало три снаряда, повредив 102-мм орудия на башнях «A» и «Y», при этом один матрос был убит и два легко ранены.
После возвращения из Южной Америки с декабря 1914 по январь 1915 года проходил ремонт в Гибралтаре. Был отправлен на Средиземное море и в феврале 1915 года стал флагманским кораблём англо-французского соединения, блокировавшего в Дарданеллах «Гёбен» и «Бреслау». С 19 февраля 1915 года принимал участие в операции союзников по атаке Дарданелл, обстреливая береговые укрепления. 18 августа во время обстрела берега попал под жестокий обстрел с форта Эрен-Кей, получил несколько попаданий снарядами большого и среднего калибра (356 и 240 мм) и подорвался на мине.
С апреля по май 1915 года проходил ремонт на Мальте, а затем к 19 июля был переведён с Средиземного моря в Розайт и включён в состав 3-й эскадры Гранд-Флита под командованием контр-адмирала Худа. 30 мая вместе с «Инвинсиблом» и «Индомитеблом» в составе 3-й эскадры принял участие в Ютландском сражении. 3-я эскадра линейных крейсеров обстреляла немецкие лёгкие крейсера и вышла в голову колонны соединения Битти. Обстреливая совместно с «Инвинсиблом» немецкий линейный крейсер «Лютцов», «Инфлексибл» добился нескольких попаданий. После гибели «Инвинсибла» в 18:34 «Инфлексибл» ненадолго возглавил колонну британских линейных крейсеров, но к 18:54 вместе с «Индомитеблом» отвернул в сторону и перешёл в хвост колонны Битти, пристроившись за концевым «Нью Зиленд». После 19:00 принял участие в непродолжительном бою с немецкими линейными крейсерами, и на этом участие «Инфлексибла» в Ютландском сражении закончилось. Крейсер выпустил 88 305-мм снарядов (10 % боекомплекта) — добившись нескольких, совместных с «Инвинсиблом», попаданий в «Лютцов» и повреждения лёгкого крейсера «Пиллау», приведшего к выходу из строя его 8 котлов.
5 июня 1916 года во время реорганизации Гранд-Флита был переведён в состав 2-й эскадры линейных крейсеров, в которой прослужил до конца войны. После перемирия, 21 ноября 1918 года в районе Ферт-оф-Форта встречал идущий на интернирование в Скапа-Флоу Флот открытого моря. После войны в январе 1919 года выведен в резерв. Рассматривался вариант передачи «Инфлексибла» Чили в счёт реквизированных в начале войны строившихся в Англии кораблей, но после отказа Чили был продан на слом 1 декабря 1921 года и переведён в Дувр. В апреле 1922 года перепродан в Германию, где в 1923 году и разделан на металл.

### «Индомитебл»

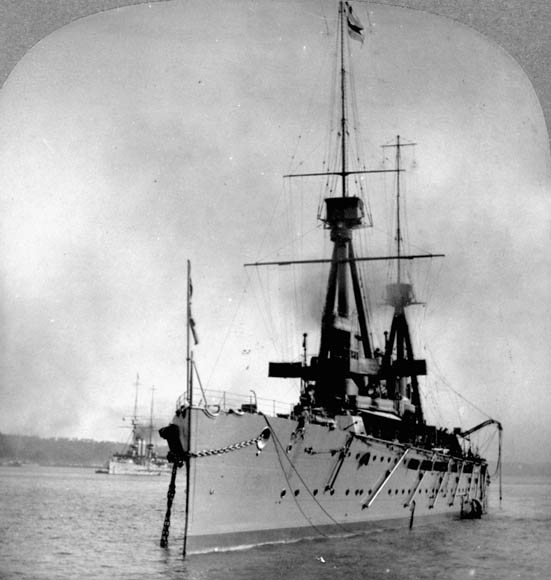
«Индомитебл» на празднествах 300-летия Квебека. 1908 год

20 июня 1908 года достройка и испытания «Индомитебла» были прерваны, после чего корабль был зачислен в списки флота, а затем направлен в Канаду для участия в праздновании трёхсотлетия Квебека. Крейсер доставил на торжества принца Уэльского, который на время похода был зачислен в экипаж кочегаром.
С 29 июля по 3 августа возвращавшийся из Квебека крейсер поддерживал среднюю скорость 25,13 узла, побив рекорд скорости, установленный тремя годами ранее крейсером «Дрейк». 10 августа достройка продолжилась. После ввода в строй в конце августа 1908 года зачислен в состав Норской дивизии Гранд-Флита.
В 1909 году при реорганизации Гранд-Флита вошёл в состав 1-й эскадры крейсеров. В 1911 году переклассифицирован в линейный крейсер. Участвовал в смотрах и манёврах флотов. 27 августа 1913 года переведён на Средиземное море и зачислен во 2-ю эскадру линейных крейсеров вместе с «Инфлексиблом» и «Индефэтигеблом».
После начала Первой мировой войны с 3 по 11 августа 1914 года участвовал в безуспешной попытке перехватить «Гёбен» и «Бреслау». В ноябре 1914 года включён в состав Гранд-Флита, в январе 1915 года вошёл в состав 2-й эскадры линейных крейсеров.
Единственный из крейсеров типа «Инвинсибл» принял участие в сражении у Доггер-банки. В ходе преследования германских крейсеров не смог дать более 25 узлов и отстал от британской эскадры, ушедшей на скорости 28 узлов. Вступил в бой почти через два часа после его начала, в 10:45 с дистанции 14 900 м (80 каб.) открыв огонь по «Блюхеру», отставшему от немецкой эскадры и повреждённому снарядами других линейных крейсеров. В конце боя к добиванию «Блюхера» присоединились также «Тайгер», «Принцесс Ройал» и «Нью Зиленд», поэтому точное количество попаданий «Индомитебла» выделить оказалось невозможным. В ходе боя выпустил 134 305-мм снаряда (15,2 % боекомплекта), получив в ответ одно попадание 210-мм снарядом, не причинившим значительных повреждений.
После боя в 15:38 взял на буксир лишившийся хода «Лайон» и доставил его в Розайт. В мае 1916 года все крейсера типа «Инвинсибл» вошли в состав 3-й эскадры линейных крейсеров под командованием контр-адмирала Худа. В составе этой эскадры «Индомитебл» принял участие в Ютландском сражении, идя третьим в строю. После выхода эскадры Худа в голову колонны Битти крейсер вёл огонь по «Дерфлингеру», добившись трёх попаданий. В сумерках во время последнего дневного боя вёл огонь по «Зейдлицу» и прикрывшему его затем додредноуту «Поммерн», добившись по одному попаданию в каждый. За время боя «Индомитебл» выпустил 175 305-мм снарядов (19,9 % боекомплекта), добившись пяти попаданий (2,9 %). Утром 1 июля выпустил четыре 102-мм шрапнельных снаряда по дирижаблю «L-11». Сам крейсер никаких повреждений и потерь в личном составе не имел.
После Ютландского сражения «Индомитебл» вошёл в состав 2-й эскадры линейных крейсеров и до окончания войны не принимал участие в активных боевых действиях, занимаясь прикрытием лёгких сил и конвоев в Северном море. 21 ноября 1918 года в составе 2-й эскадры принял участие в церемонии капитуляции германского флота. В феврале 1919 года выведен в резерв. 31 марта 1920 года внесён в списки на исключение из состава флота и 1 декабря продан на слом компании «Стенли Шипбрейкинг Компани». Отбуксирован в Дувр 30 августа 1922 года и к апрелю 1923 года разобран на металл.

## Оценка проекта
На фоне своих современников британские крейсера безусловно являлись, как и «Дредноут», революционным проектом. Британские кораблестроители создали крейсер с бронированием как у тогдашних броненосных крейсеров, но при этом более быстроходный и значительно лучше вооружённый. При этом удалось уложиться в сравнительно небольшой прирост водоизмещения. Эти крейсера наголову превосходили все броненосные крейсера и не случайно стали родоначальниками нового класса кораблей — линейных крейсеров.
По итогам боя в Гельголандской бухте и Фолклендского сражения можно заключить, что линейные крейсера подтвердили своё превосходство в боях против лёгких и броненосных крейсеров противника. Здесь концепция Фишера «скорость — лучшая защита» себя оправдала.

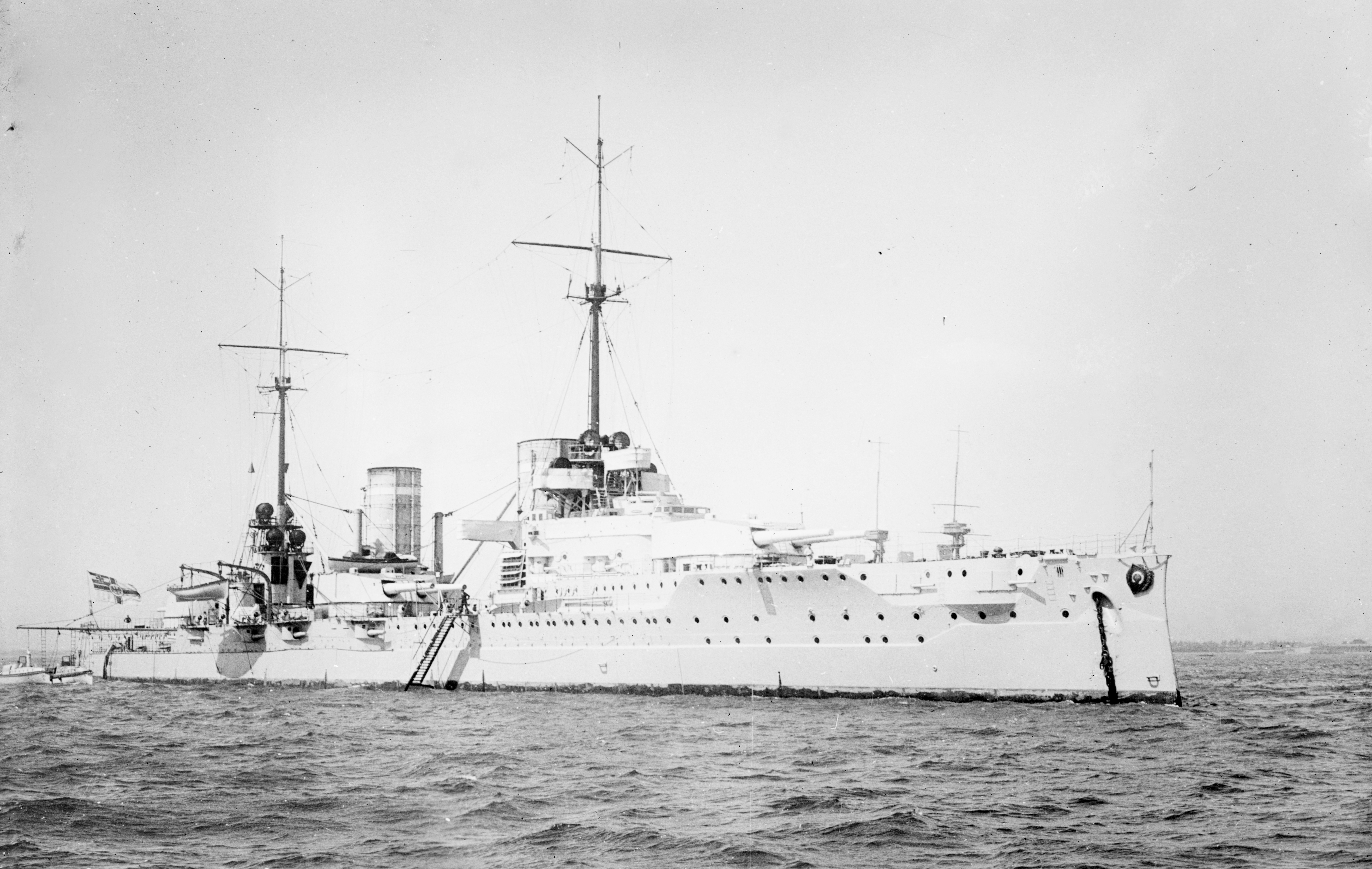
Германский линейный крейсер «Фон дер Танн»

В ответ на строительство крейсеров типа «Инвинсибл» Германия начала постройку своих линейных крейсеров. Несмотря на то, что ещё в 1905 году профессор Массачусетской школы кораблестроения В. Ховгард предсказал, что эскадренный крейсер будущего должен незначительно уступать линкорам в вооружении и бронировании и иметь большую скорость за счёт более крупных размеров, британский «Инвинсибл» строился исходя из того, что его водоизмещение не должно превышать водоизмещение современного ему линкора «Дредноут». При таких ограничениях для достижения высокой скорости при сравнительно сильном вооружении пришлось пожертвовать бронированием. Первый же германский линейный крейсер «Фон дер Танн» имел нормальное водоизмещение больше, чем у современного ему германского линкора, — 19 370 т против 18 873 т у «Нассау». Поэтому при незначительном ослаблении вооружения и такой же, как у «Инвинсибла», скорости хода он имел значительно более сильное бронирование. Если у «Инвинсибла» толщина главного броневого пояса была 152 мм, то у «Фон дер Танна» она составляла уже 250 мм, что было сравнимо с 254-мм поясом на современных ему британских линкорах «Беллерофон».
Это отличие в бронировании было обусловлено не только различием концепций применения (германские линейные крейсера традиционно рассчитывались на участие в линейном бою с британскими линкорами), но и подходом немецких инженеров к проектированию и выбору конструктивных решений. Так, применение паровых котлов с тонкими трубками позволило снизить массу силовой установки. Различия в конструкции корпуса были менее заметны, однако «Инвинсибл» при меньшем водоизмещении имел более тяжёлый корпус. Во многом это было следствием более высокого надводного борта у «британца», обусловленного необходимостью службы в океане. Германский же крейсер рассчитывался для действий в Северном море, и высокие требования к мореходности не предъявлялись. Несмотря на меньший калибр главного вооружения у «Фон дер Танна», немецкие инженеры считали свои 280-мм орудия эквивалентными британским 305-мм за счёт более настильной траектории и лучшего качества снарядов. Такой выбор главного калибра позволил сэкономить вес вооружения. Экономия в статьях весовой нагрузки привела к тому, что относительный вес бронирования «Фон дер Танна» был почти в полтора раза больше, чем у «Инвинсибла».
|                                                         | «Минотавр»       | «Минотавр»       | «Инвинсибл»  | «Инвинсибл»  | «Дредноут»   | «Дредноут»   | «Фон дер Танн»  | «Фон дер Танн»  | «Нассау»        | «Нассау»        |
| ------------------------------------------------------- | ---------------- | ---------------- | ------------ | ------------ | ------------ | ------------ | --------------- | --------------- | --------------- | --------------- |
| Год закладки/ввода в строй                              | 1905/1908        | 1905/1908        | 1906/1908    | 1906/1908    | 1905/1906    | 1905/1906    | 1908/1910       | 1908/1910       | 1907/1909       | 1907/1909       |
| Мощность СУ, л. с. (скорость, узлы)                     | 27 000 (23)      | 27 000 (23)      | 41 000 (25)  | 41 000 (25)  | 23 000 (21)  | 23 000 (21)  | 42 000 (24,8)   | 42 000 (24,8)   | 22 000 (19)     | 22 000 (19)     |
| Размерения                                              | 161,2×22,86×7,92 | 161,2×22,86×7,92 | 172,8×23,9×8 | 172,8×23,9×8 | 160,6×25×9,4 | 160,6×25×9,4 | 171,7×26,6×8,91 | 171,7×26,6×8,91 | 146,1×26,9×8,57 | 146,1×26,9×8,57 |
| Весовая сводка, в процентах к нормальному водоизмещению |                  |                  |              |              |              |              |                 |                 |                 |                 |
| Корпус и судовые механизмы                              | 5609             | 37,81 %          | 6300         | 35,94 %      | 6198         | 34,08 %      | 6100            | 31,09 %         | 6328,6          | 33,54 %         |
| Бронирование                                            | 2835             | 19,11 %          | 3516         | 20,06 %      | 5080         | 27,93 %      | 6300            | 32,11 %         | 7463,6          | 39,56 %         |
| Энергетическая установка                                | 2571             | 17,33 %          | 3445         | 19,65 %      | 2083         | 11,45 %      | 2850            | 14,52 %         | 1376,7          | 7,30 %          |
| Вооружение с башнями                                    | 2099             | 14,14 %          | 2480         | 14,14 %      | 3150         | 17,32 %      | 2130            | 10,85 %         | 2697,5          | 14,30 %         |
| Топливо                                                 | 1016             | 6,85 %           | 1016         | 5,8 %        | 915          | 5,03 %       | 1000            | 5,1 %           | 1000            | 5,30 %          |
| Команда и провизия                                      | 605              | 4,08 %           | 671          | 3,83 %       | 661          | 3,63 %       | 1240            | 6,32 %          |                 | ?               |
| Запас водоизмещения                                     | 102              | 0,68 %           | 102          | 0,58 %       | 102          | 0,56 %       |                 | —               |                 | —               |
| ИТОГО                                                   | 14 837           | 100 %            | 17 530       | 100 %        | 18 189       | 100 %        | 19 620          | 100 %           | 18 866,4 т      | 100 %           |

Поэтому, если оценивать «Инвинсибл» с точки зрения выполнения возложенных на него при постройке задач, он был успешным проектом и заслуженно считается революционным кораблём. Но если оценивать его с точки зрения практического применения в бою с одноклассниками во время Первой мировой войны, то бросается в лицо откровенно слабая защита. Именно она, в дополнение к проблемам со взрывоопасностью кордита, и привела к трагедии Ютландского сражения.
Главный калибр «Инвинсиблов» оценивался в целом положительно, хотя и критиковался за не вполне удачное расположение башен — на «Фон дер Танне» при том же эшелонном расположении бортовые башни имели бо́льшие углы обстрела на противоположный борт. Противоминный же калибр был откровенно неудачен — как по причине недостаточной мощности 40-калиберных 102-мм орудий, так и ввиду их неудачного расположения на крышах башен и отсутствия защиты.
Силовая установка оказалась надёжной, но максимальная скорость в 25 узлов к началу Первой мировой войны уже считалась недостаточной, потому что германские линейные крейсера могли дать больший ход. «Индомитебл» и «Инфлексибл» не смогли в 1914 году догнать германский «Гёбен» на Средиземном море. А в сражении у Доггер-банки «Инфлексибл» успел принять участие только в завершающей стадии сражения.
Поэтому в условиях боя с немецкими линейными крейсерами заложенная в «Инвинсиблы» идея Фишера «скорость — лучшая защита» уже не работала. Им пришлось вступать в бой с немецкими линейными крейсерами, которые имели сходные вооружение и скорость хода. И в этих условиях бо́льшая толщина брони немецких крейсеров давала им неоспоримые преимущества. «Инвинсибл», принявший участие в линейном бою главных сил в Ютландском сражении, стал жертвой огня более сбалансированных германских линейных крейсеров.
|                                                | «Цукуба»           | «Минотавр»            | «Шарнхорст»         | «Рюрик II»        | «Теннесси»         | «Блюхер»            | «Инвинсибл»    | «Фон дер Танн»     |
| ---------------------------------------------- | ------------------ | --------------------- | ------------------- | ----------------- | ------------------ | ------------------- | -------------- | ------------------ |
| Заложен                                        | 1905               | 1905                  | 1905                | 1905              | 1903               | 1907                | 1906           | 1908               |
| Вступил в строй                                | 1907               | 1908                  | 1907                | 1908              | 1906               | 1909                | 1908           | 1910               |
| Размерения, м (Д×Ш×О)                          | 137,1×23×8         | 158,2×22,7×7,91       | 144,6×21,6×8,17     | 161,2×22,86×7,92  | 153,8×22,2×7,62    | 161,8×24,5×8,56     | 172,8×24×8,13  | 171,7×26,6×9,04    |
| Водоизмещение нормальное                       | 13 750 т           | 14 595 ts             | 11 616 т            | 15 170 т          | 14 500 ts          | 15 842 т            | 18 200 ts      | 19 370 т           |
| Полное                                         | 15 400 т           | 16 085 ts             | 12 985 т            | 18 500 т          | 15 715 ts          | 17 500 т            | 20 730 ts      | 21 300 т           |
| Силовая установка                              |                    |                       |                     |                   |                    |                     |                |                    |
| Мощность номинальная, л. с. (скорость, узлы)   | 20 500 (20,5)      | 27 000 (23)           | 26 000 (22,5)       | 19 700 (21)       | 27 500 (22)        | 32 000 (24,5)       | 41 000 (25)    | 42 000 (24,8)      |
| Максимальная, л. с. (скорость, узлы)           | 20 736 (20,5)      |                       | 28 783 (23,6)       | 20 580 (21,43)    |                    | 38 323 (25,4)       | 46 500 (26,64) | 79 007 (27,4)      |
| Дальность плавания, миль (при скорости, узлов) |                    | 2920 (20,5) 8150 (10) | 4800 (14) 5120 (12) |                   | 6500 (10)          | 3520 (18) 6600 (12) | 2300 (23)      | 4400 (14)          |
| Бронирование                                   |                    |                       |                     |                   |                    |                     |                |                    |
| Борт                                           | 178                | 152                   | 150                 | 152               | 127                | 180                 | 152            | 250                |
| Палуба                                         | 76                 | 38                    | 60                  | 38 + 25           | 76                 | 70                  | 65             | 50                 |
| Башни                                          | 178                | 203                   | 170                 | 203               | 229                | 180                 | 178            | 230                |
| Вооружение                                     | 4×305-мм 12×152-мм | 4×234-мм 10×190-мм    | 8×210-мм 6×150-мм   | 4×254-мм 8×203-мм | 4×254-мм 16×152-мм | 12×210-мм 8×150-мм  | 8×305-мм       | 8×280-мм 10×150-мм |